# Парк партизанської слави (Київ)
Парк «Партизанська слава» — регіональний ландшафтний парк у Дарницькому районі міста Києва. Знаходиться між вулицями Тростянецькою та Дениса Антіпова. У 1965 році для організації районного парку культури і відпочинку «Партизанська слава» до меж Дарницького району міста була включена частина Микільського лісового масиву. Парк створено у 1970 році. У 1994 році рішенням Київської міської ради йому надано статус природоохоронної території.

## Опис
Парк було закладено у 1970 році. Його композиційним центром є меморіальна зона з Музеєм партизанської слави, амфітеатром для проведення традиційних зустрічей колишніх бійців партизанських загонів і з'єднань, де проводяться мітинги та святкові ходи. В цій зоні організовані підзони — партизанський арсенал із землянками, партизанське вогнище тощо. Тут також встановлено пам'ятний знак на честь бойової співдружності партизанських бригад у роки Другої світової війни.
Окрім зони урочисто-масових заходів, у парку є ще шість функціональних зон: видовищних та культурно-освітніх заходів, експозиційно-тематична, спортивна, відпочинку дітей, тихого відпочинку, господарська. Тут збережені ландшафти природного лісу, вони доповнені парковими елементами. Привертають увагу основні паркові дороги: велика соснова алея та велике прогулянкове кільце. На алеях встановлено тематичні скульптурні композиції з дерева. Є також містечко атракціонів, літній кінотеатр, футбольний стадіон, тропа здоров'я, канатні дороги, декоративний басейн, добре впорядковані лісові озера.
Озера мають назви: Велике, Блакитне і Рибальське загальною площею 3,4 га (1,6, 0,8 та 0,7 га відповідно).
Парк було створено на базі лісу з сосни звичайної. Загальна площа парку — 111,97 га, насадженнями зайнято понад 100 га території парку, стежковою мережею — 7,0 га, водоймами — 3,4 га, будівлями — 0,3 га.
У 1982 році у парку з'явилося оглядове колесо висотою 26 метрів. Воно працює в теплу пору року.  Повний оберт робить за 4 хвилини. З верхівки відкривається панорамний огляд на Нову Дарницю та Харківський масив.
Рішенням Київської міської ради від 17 лютого 1994 року № 14 парку надано статус регіонального ландшафтного парку місцевого значення.
У парку представлені п'ять типів садово-паркових ландшафтів: лісовий, парковий, лучний, садовий, регулярний. 90 % території насаджень відносяться до лісового та паркового типів, які займають приблизно однакові площі (46 і 45 га). Лучний ландшафт представлений ділянками біля трьох озер (6,0 га), незначні площі займають садовий (1,1 га) та регулярний (0,6 га) ландшафти. Значну частину парку (32 % території) вкриває рідколісся сосни звичайної. Під ним створені культури сосни звичайної і декоративні насадження різних видів.
Усього в парку зростає 36 видів деревних рослин. Серед них переважає сосна звичайна, ростуть клен цукровий, робінія звичайна, горобина звичайна, береза повисла, дуб червоний, дуб звичайний, липа серцелиста. Близько 9 га в парку займають галявини.
Окрім різноманітної флори в парку можна знайти велику кількість тварин, зокрема білок, качок та інших птахів.

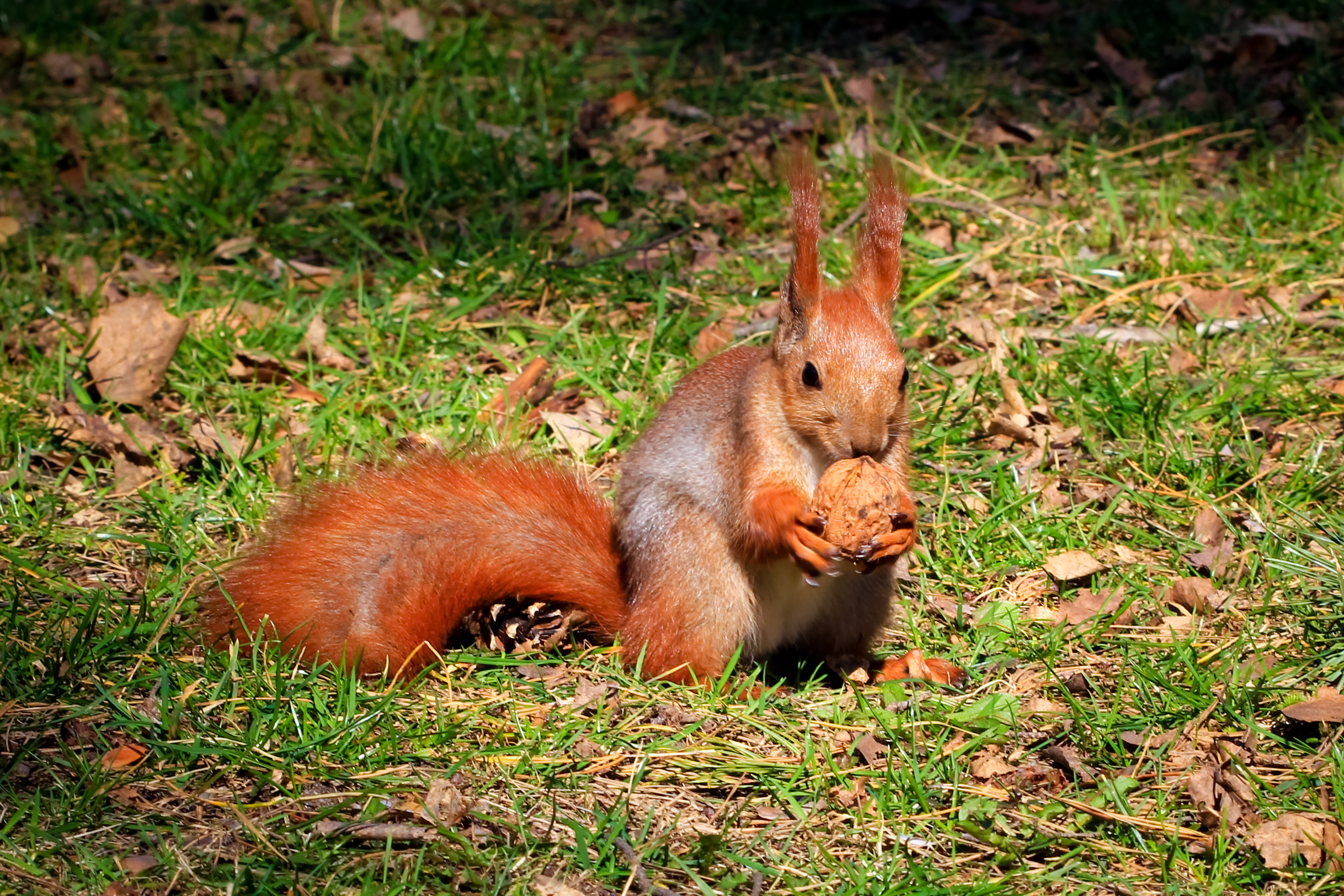
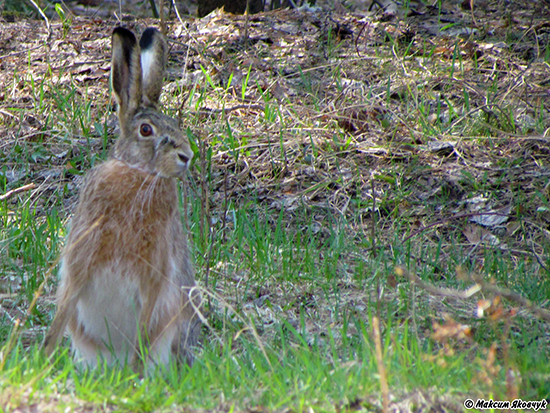
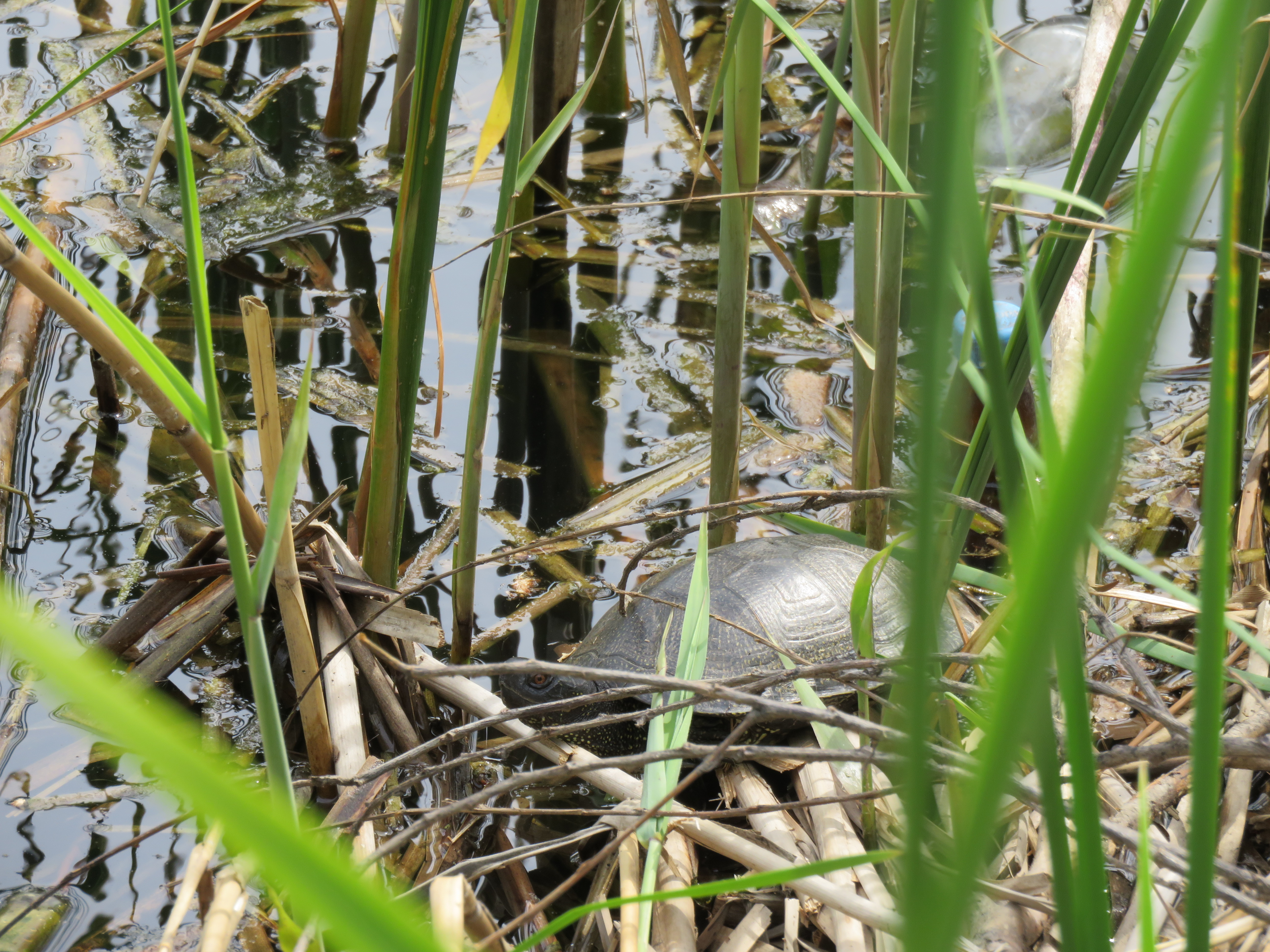
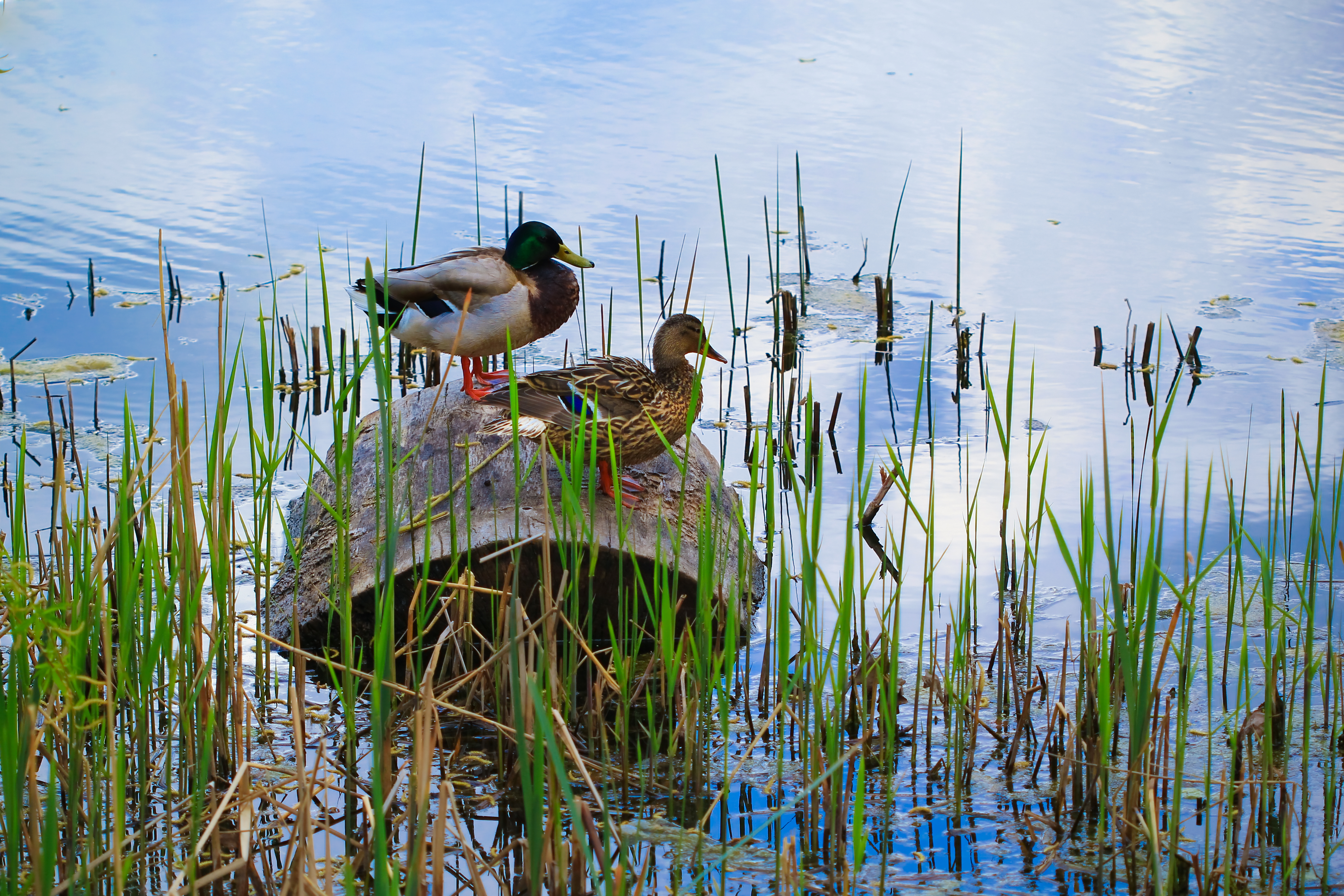
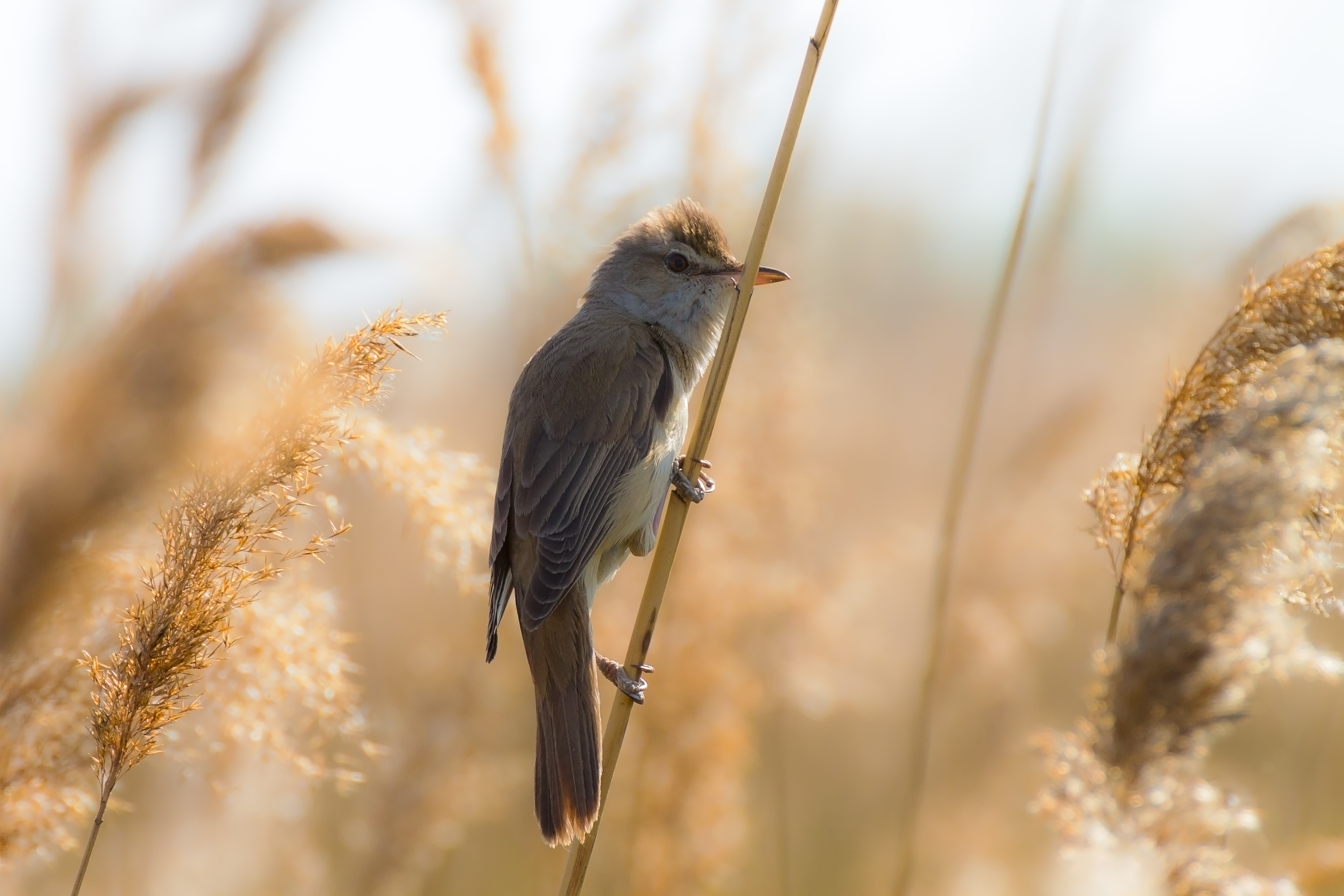
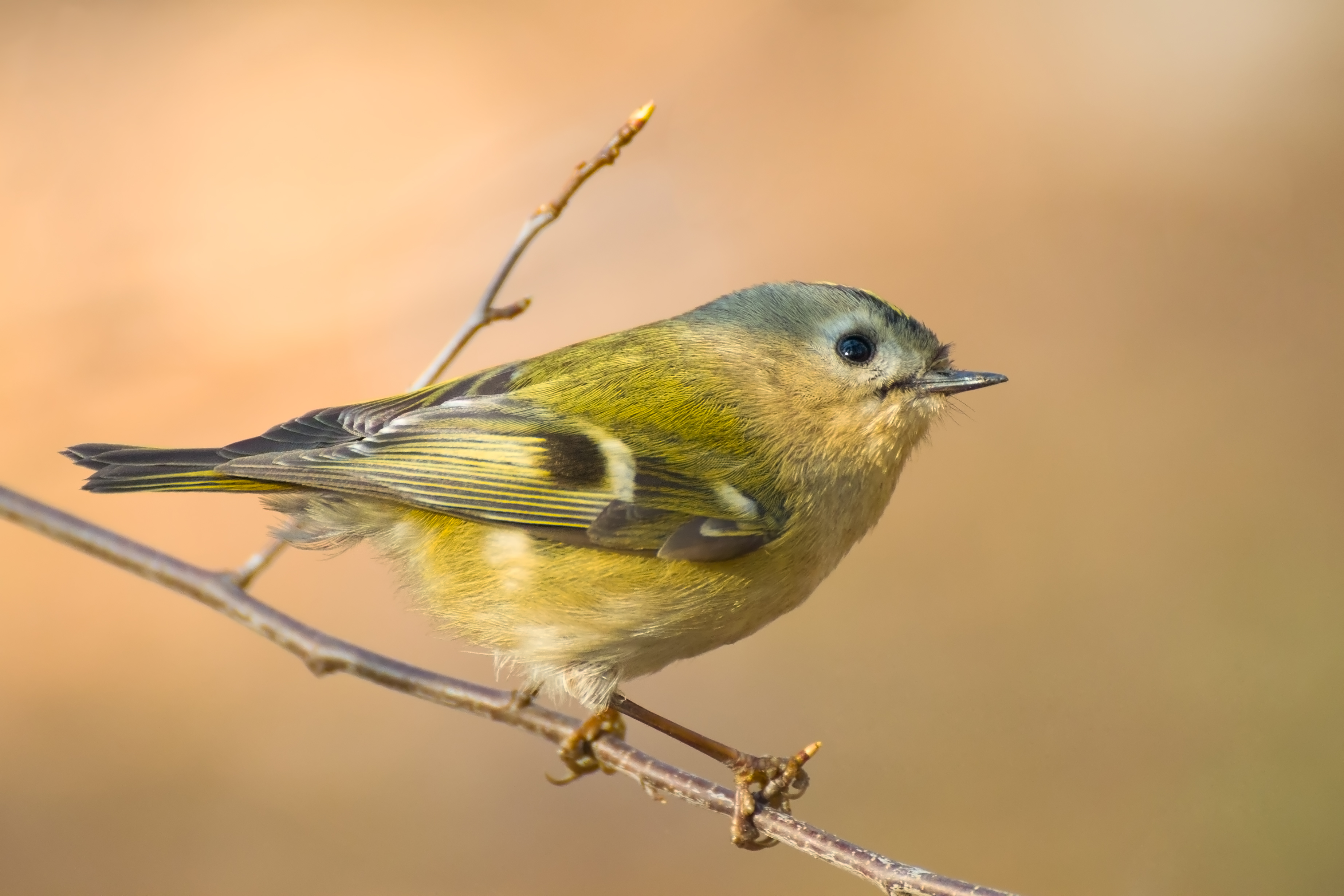
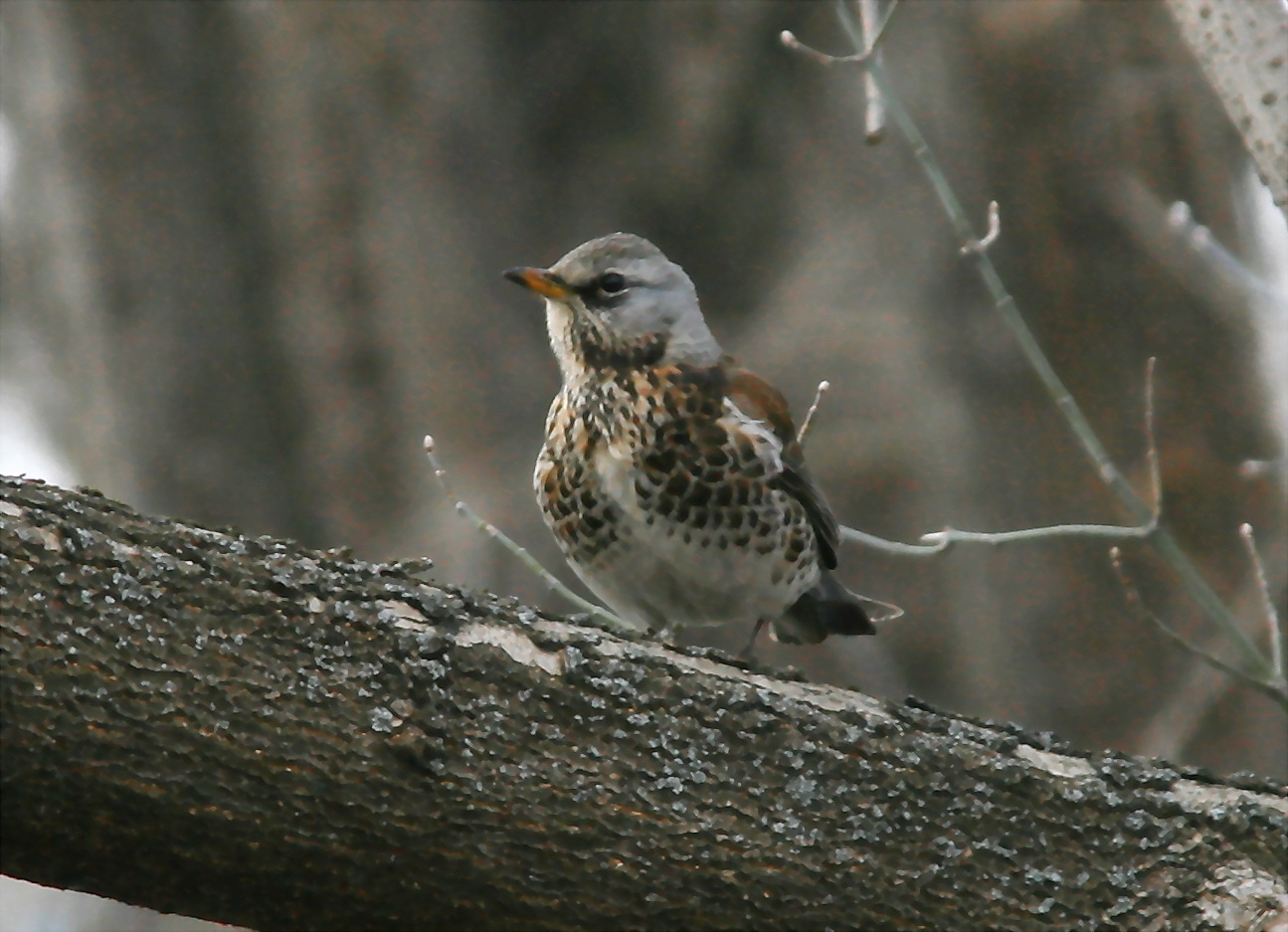
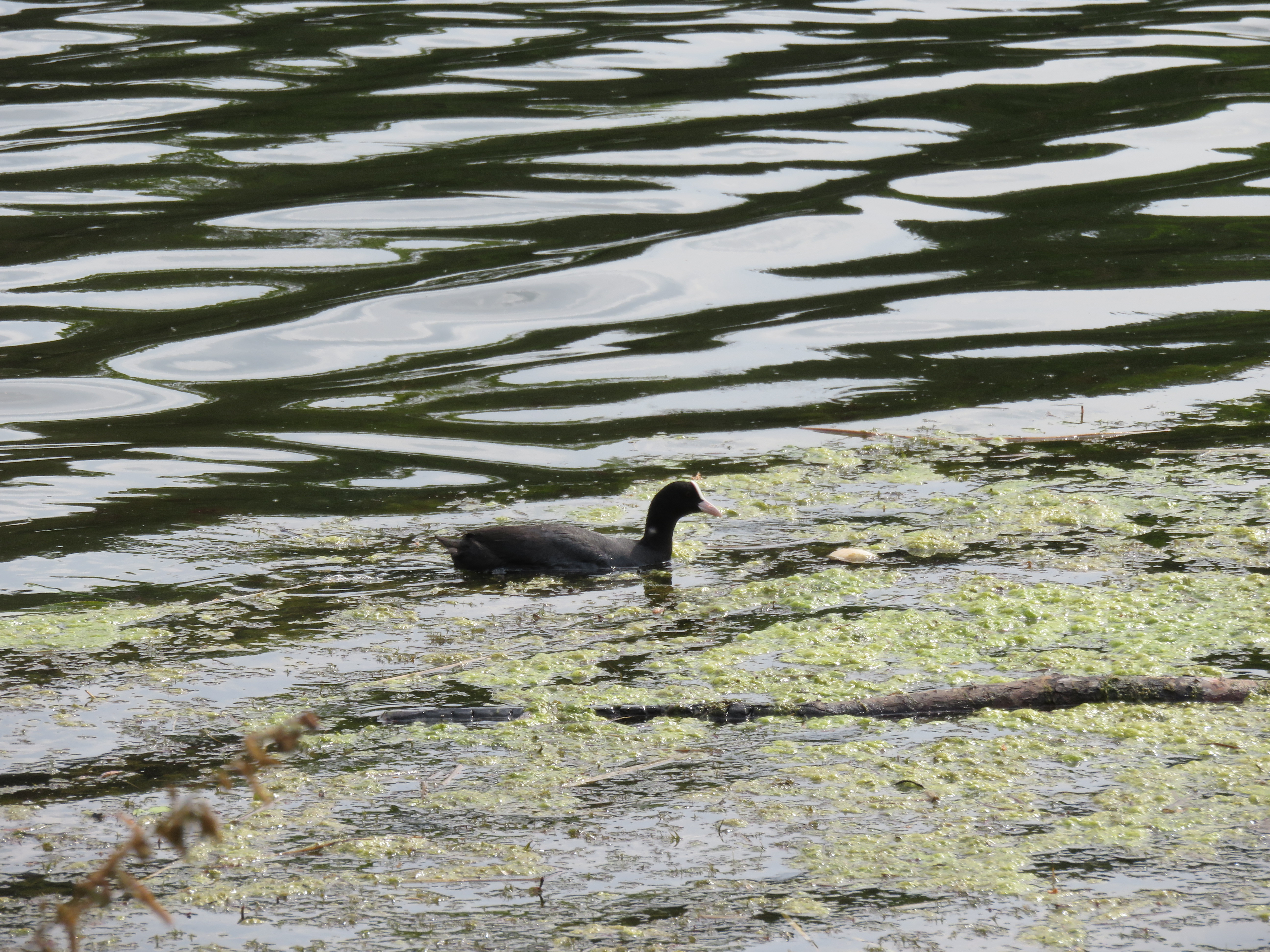

### Зони

#### Алея пам'яті киян – військовослужбовців та поліцейських
19 жовтня 2019 року у парку разом із сім'ями загиблих киян військовослужбовців та правоохоронців за підтримки Дарницької райдержадміністрації та КП УЗН Дарницького району закладено Алею пам'яті киян – військовослужбовців та поліцейських, які загинули під час проведення АТО та ООС, захищаючи суверенітет України. Про це сповіщає спеціально встановлена інформаційна табличка. Цифра кількості дубів обрана не випадково — на сході України загинуло 385 киян. На кожне дерево пов'язали синьо-жовті стрічки, на них зазначили імена героїв, а також підрозділи, де вони служили. Ідея створення живої алеї пам'яті належить мамам загиблих учасників АТО з Дарницького району.
У квітні 2023 року працівники КП УЗН разом із керівниками Лівобережного відділу ГУ СБУ Сергієм Лазарєвим, Дарницького управління поліції Олегом Гудимою, Дарницького районного управління ГУ ДСНС Олексієм Васильєвим, Дарницького центру комплектування та соціальної підтримки Русланом Тригубом й особовим складом продовжуючи алею висадили у парку ще 100 саджанців дубів.

#### Стежка здоров'я
Стежка здоров'я в парку “Партизанська слава” — це природна місцями звивиста бігова і велодоріжка довжиною понад 6 кілометрів у вигляді добре утоптаної грунтової стежки, яка місцями має покриття з гравію, частково освітлена у вечірній час. Її початок пролягає паралельно вулиці Тростянецькій від стадіону, що розташований упритул до парку, і простягається крізь весь парк у напрямку озер, де переходить на територію Дарницького лісопаркового господарства  у ділянку Микільського лісопарку, і прямує до вулиці Старобориспільської, перетинаючи яку закінчується в Микільському лісі. Маршрут для щоденних прогулянок через мальовничий парк і невеликий ліс з безліччю поворотів і гірок. Вона існує давно і користується популярністю у місцевих велосипедистів.

#### Ландшафтний заказник місцевого значення «Червонохутірські озера»
Червонохутірські озера — територія озер Велике, Блакитне і Рибаче і їх прибережна захисна смуга загальною площею близько 12 га на території парку Партизанської слави між вулицею Миколи Хвильового з півночі та Боровою з півдня, якій Київська міська рада для збереження і відтворення цінних природних комплексів, генофонду рослинного і тваринного світу надала особливий охоронний статус, убезпечиши від забудови і меліорації від 6 лютого 2020 року.

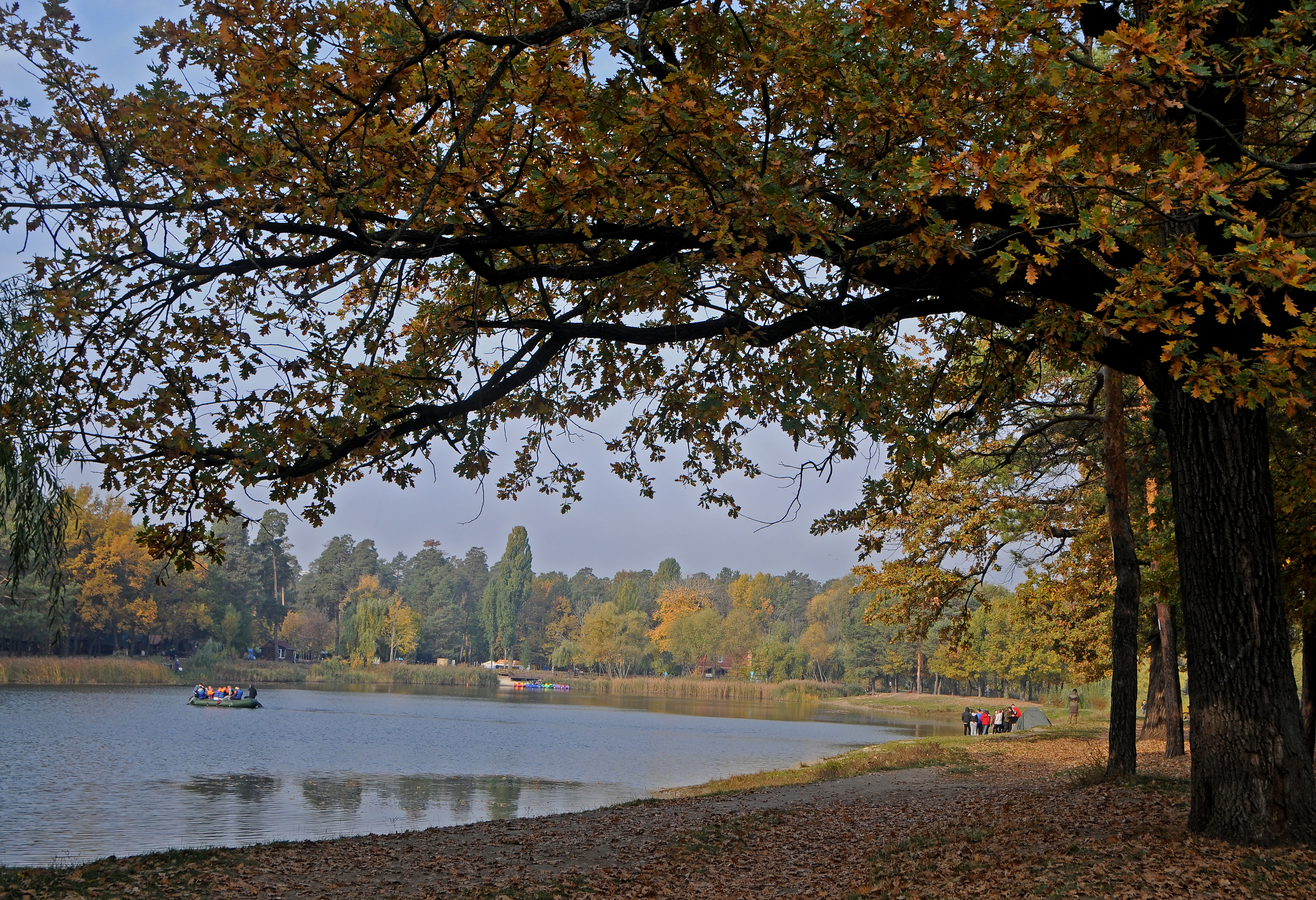
Велике
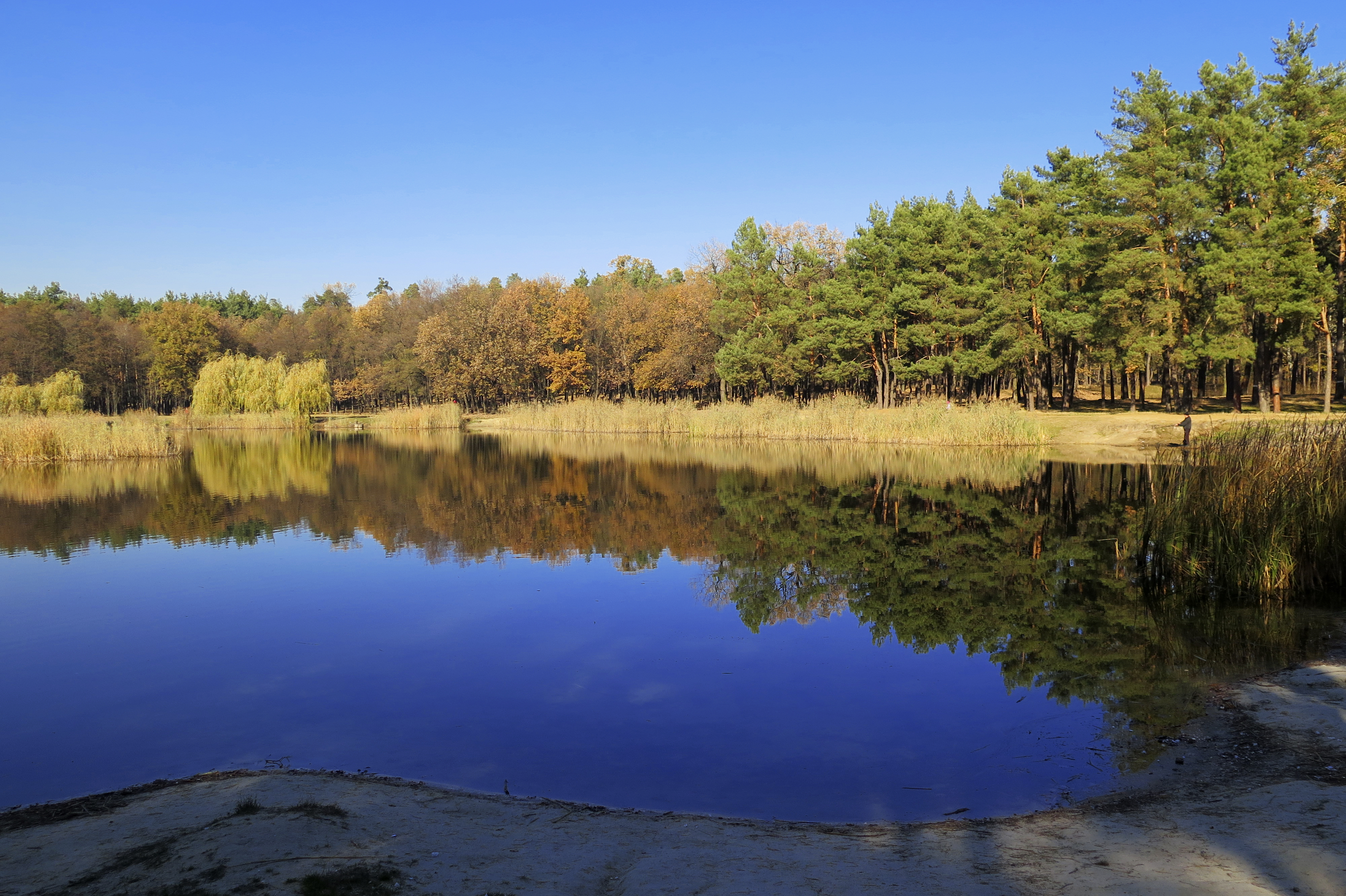
Блакитне
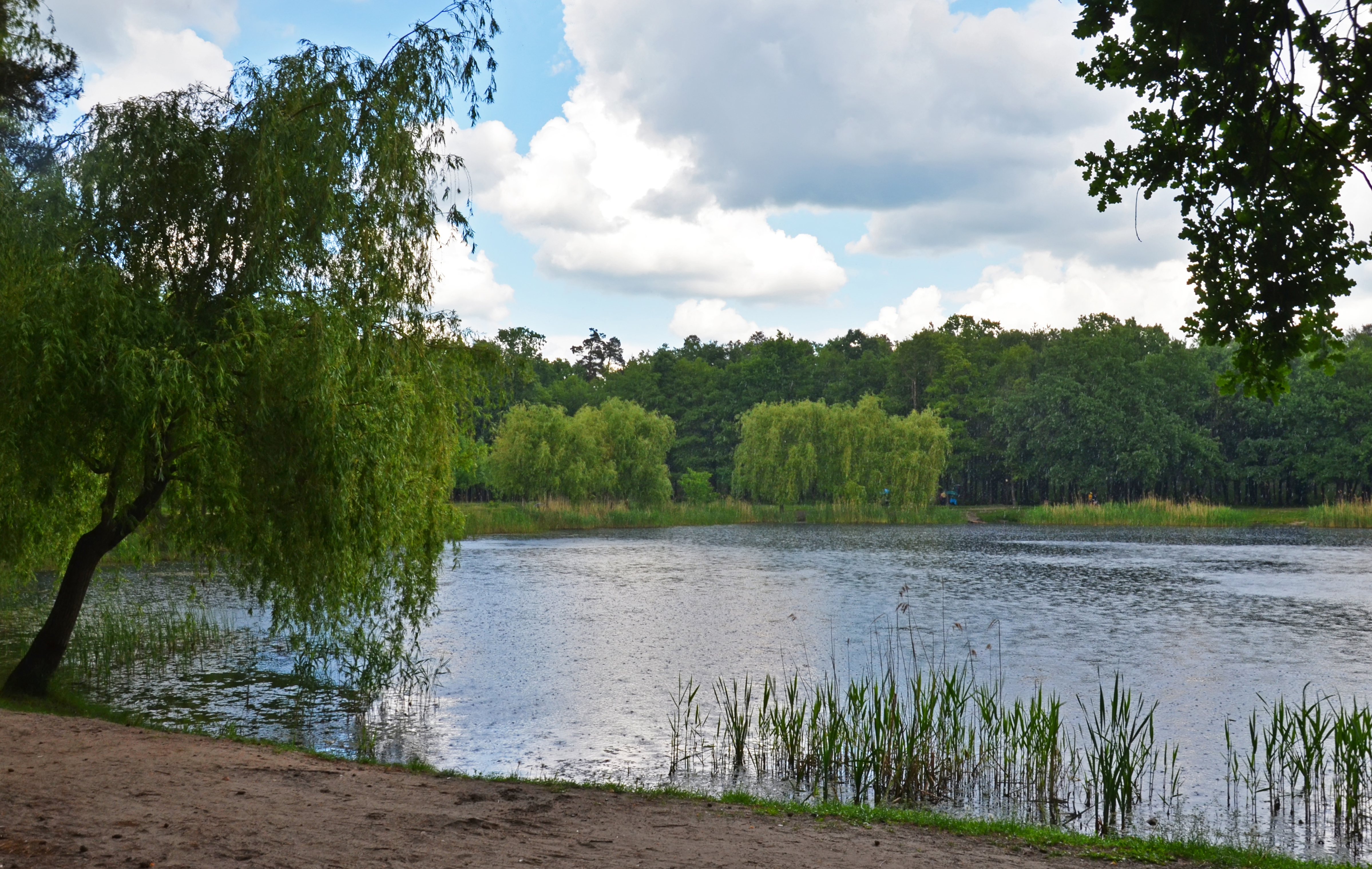
Рибальське

### Сучасний стан

#### Критика
Купи непотребу розсіяні біля доріжок і під деревами. З вітром і грозами сміття потрапляє й до озера, звідки його виловлюють рибалки. Чистота стихійних зон відпочинку – винятково на совісті самих відпочивальників. Посеред заповідного парку розташований ресторан із спорудами, поруч церква. Орендарі змусили колибами берег озера, а "екорозваги" калічать вікові сосни. Жителі Дарниці мають зауваження до того, як парк виглядає нині. Серед головних недоліків — велика кількість шашличних та інших закладів на кшталт МАФів на території парку, брак вбиралень, занедбані атракціони та прибережна зона.
У 2013-2014 роках місто судилося з компанією «Тур-Інвест» щодо будівництва кафе на ділянці, що знаходиться в межах прибережної захисної смуги водного об'єкту — озера Великого, без необхідної дозвільної документації. Влітку 2020 року мешканці протестували проти спорудження літнього майданчику та повідомляли про те, що на захист власників приходили «тітушки». У грудні кафе згоріло. Та вже за тиждень після пожежі, за повідомленнями спільноти активістів парку, «Тур-Інвест» розробила проєктну документацію на реконструкцію кафе зі збільшенням площі в три рази. У січні 2021 року працівниками КП УЗН Дарницького району розпочався демонтаж самовільно збудованого приміщення. Голова Дарницької РДА наголосив, що компанія отримувала раніше сім приписів з проханням надати документи про законність робіт, однак постійно ігнорувала вимоги. У вересні 2022 року Київська міська прокуратура подала позов до Господарського суду столиці щодо самочинного будівництва в парку — власники протиправно облаштували у ландшафтному парку заклад харчування. Площа незаконно займаної землі становить 0,17 га, а її вартість 8,5 мільйонів гривень. У березні 2023 року Київської міська прокуратура повідомила про затримання директора парку, який вимагав хабар за розміщення кафе.
У березні 2023 року коштом громадського бюджету на території парку по Тростянецькому провулку облаштували громадський скейт-парк. За повідомленнями райдержадміністрації, фахівцями були проведені дослідження, за результатами яких було доведено що рівень шуму від експлуатації об'єкта не перевищує допустимих норм, проте місцеві жителі переконують у зворотному, нарікаючи на гуркіт та шум.

#### Реконструкція
На початку червня 2017 року стало відомо про плани проведення ландшафтних робіт з реконструкції центральної частини парку до травня 2018 року, у ході яких зокрема буде встановлено системи поливу зелених зон та нового освітлення.

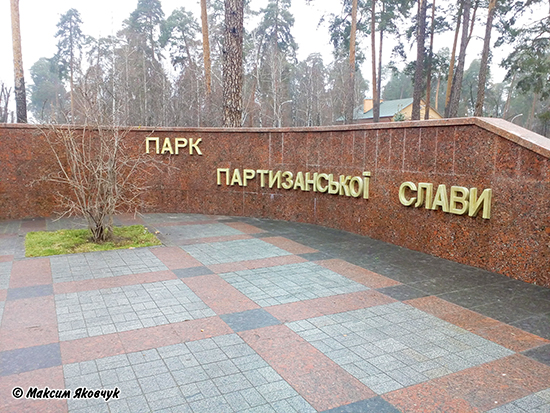
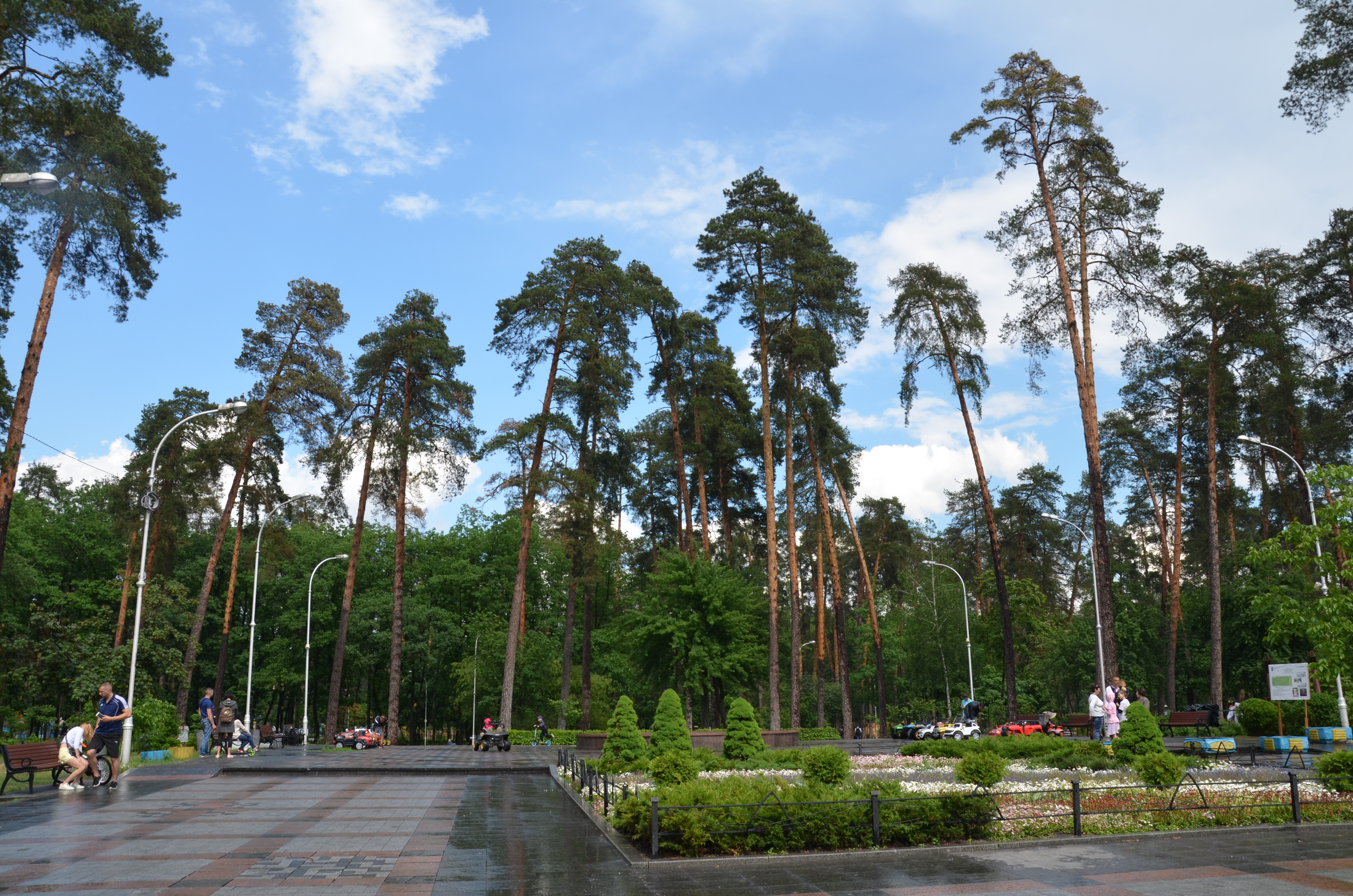
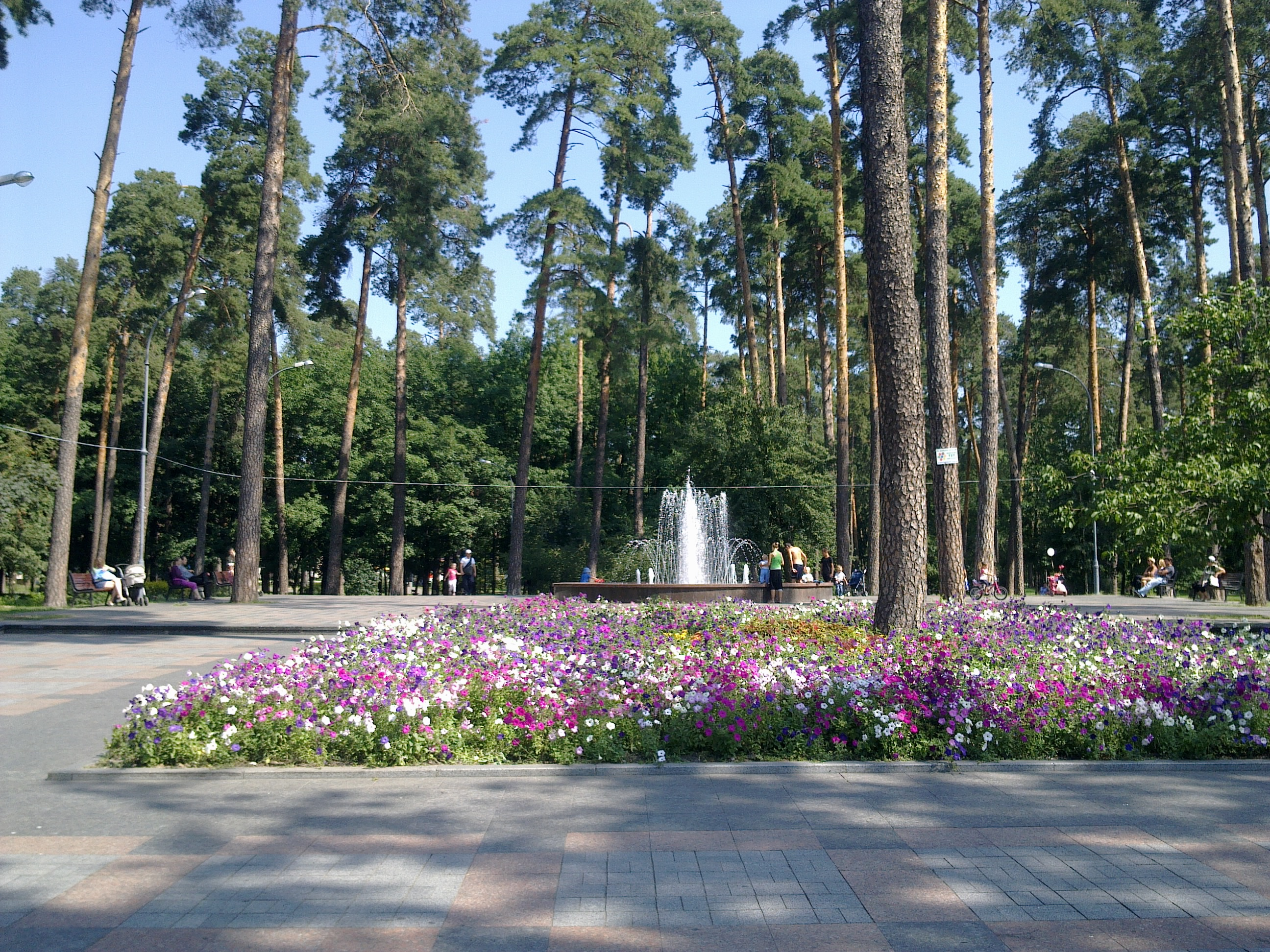
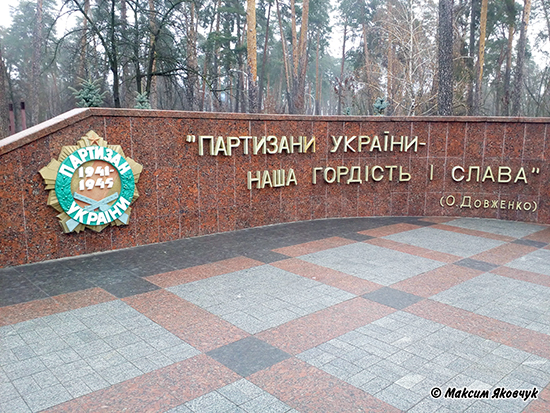

У березні 2018 року територіальне об'єднання підприємств зеленого будівництва та експлуатації зелених насаджень «Київзеленбуд» анонсувало капітальний ремонт парку за дорученням Київського міського голови Віталія Кличка.

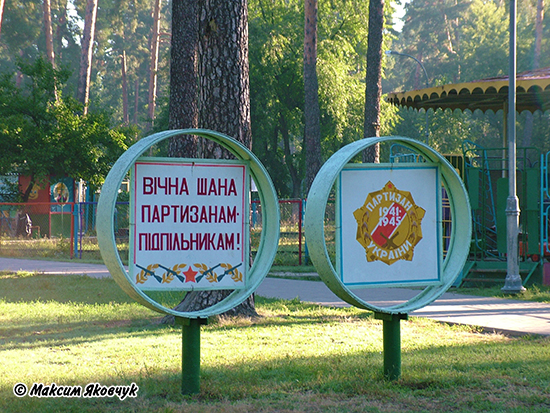
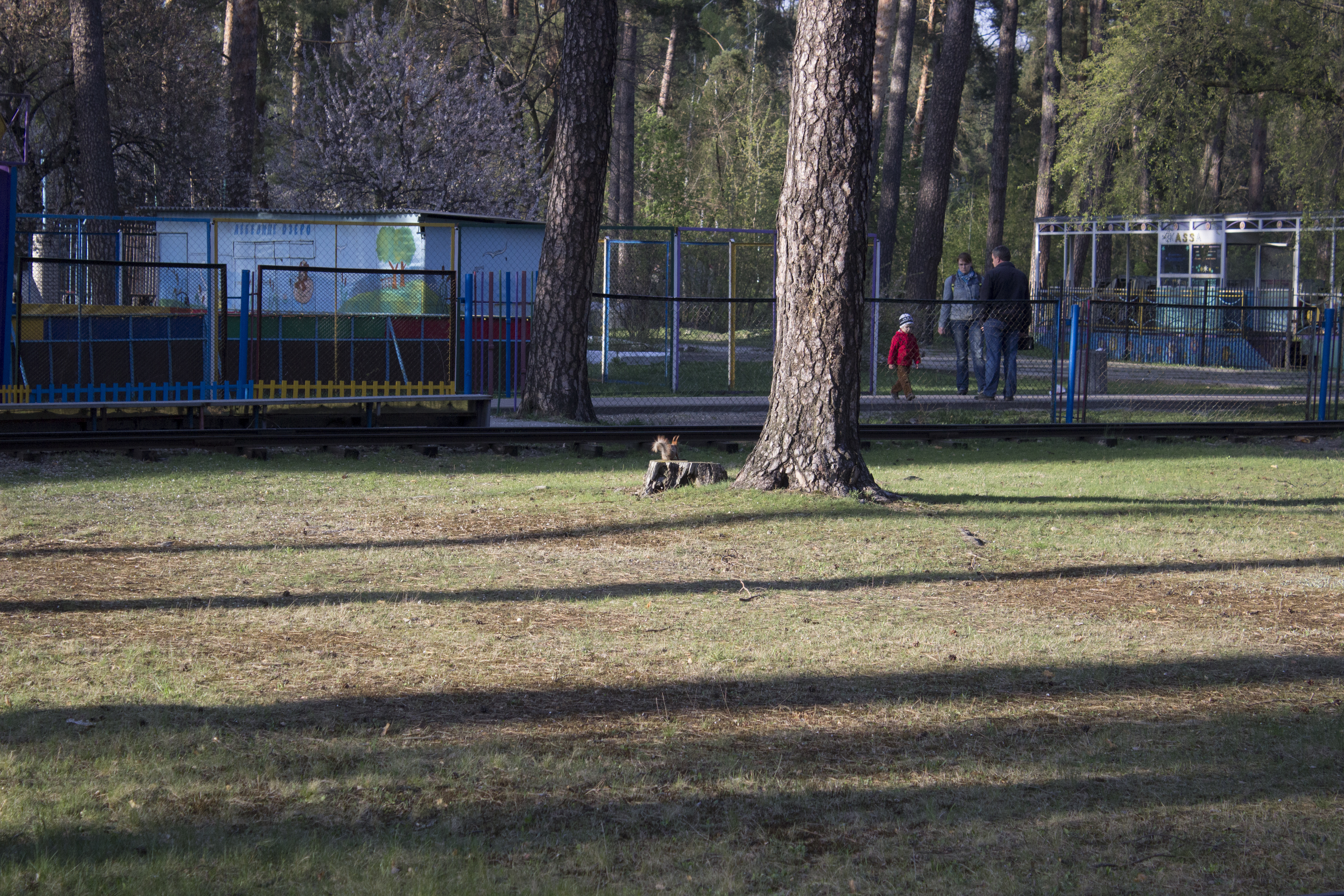
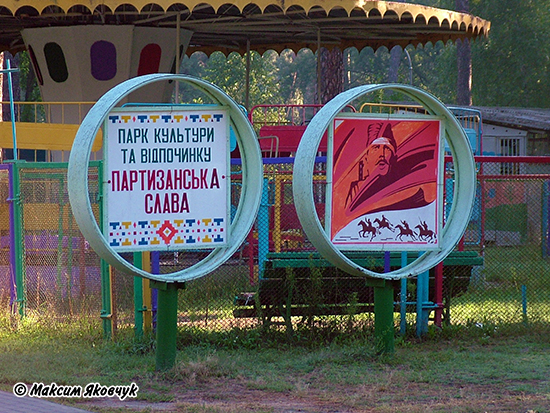

На території мали облаштувати 7047 м2 пішохідних доріжок та алей із фібробетону, який витримує проїзд транспорту. Головний вхід планувалося повністю переробити: замінити великий фонтан на п'ять арок-фонтанів, що символізують п'ять років партизанського руху під час Другої світової війни. Також передбачалося демонтувати застарілі та поставити нові лави, смітники та ліхтарі, замінити доріжки та асфальт, висадити дерева, кущі та квітники, збудувати 30 навісів з легких матеріалів, під якими влітку можна сховатися у тіні. 
За початковим проєктом основні роботи включали: демонтування покриття доріжок, залишків бетонних конструкцій, аварійних та застарілих конструкцій освітлення, огорожі та лавок; встановлення ліхтарів, смітників та лавок; посадка дерев, кущів, квітників та газонів; встановлення пергол з освилениям та вхідної групи з 5-ма арками та фонтаном. Тендер на капітальний ремонт виграла компанія "Трівіжн", яка з'явилася лише за півтора року до тендеру. Усі роботи з численних бюджетних підрядів компанія передає субпідрядникам. Кваліфікацію та відповідальність субпідрядників ніхто не контролює. Ремонт парку оцінили у 45 млн грн, 32 млн з яких перерахували виконавцю того ж року. За ці кошти компанія-підрядник встигла вкласти газон, перекласти доріжки, встановити креативні скульптури та частково урни, а також зруйнувати центральний вхід до парку і невдовзі ремонтні роботи припинилися. Раніше вхід до парку прикрашав фонтан, який останніми роками не працював через проблеми з дренажною системою. Замість ремонту фонтану було прийнято рішення збудувати нові. У результаті кілька місяців бульдозер і перфоратори демонтували стару бетонну конструкцію, після чого роботи були припинені на понад рік, лишивши по собі кинуте будівництво за парканом.
Роботи почалися швидко, але викликали багато нарікань у місцевих жителів. Наприклад, на те, що робітники розібрали старі доріжки з якісної та неушкодженої плитки, а нову плитку уклали недбало, горбами, і по краях вона у буквальному значенні слова розсипалася. Крім того, на запит київського депутата Ганни Сандалової у листопаді 2018 року Держекоінспекція виявила, що «Київзеленбуд» самовільно розширює пішохідні доріжки для укладання ФЕМ. Для цього працівники знесли частину газону, що є порушенням режиму території об'єкту природно-заповідного фонду України. «Київзеленбуду» виставили претензію на відшкодування збитків та розпорядження про розробку та затвердження Проекту організації території РЛП «Парк Партизанської слави». За словами Сандалової, це стало підтвердженням недбалого ставлення підприємства до збереження існуючої природи парку та його ландшафтів.
Через рік після початку робіт у коментарі журналістській редакції «Великий Київ» місцеві жителі поділилися враженнями від нового виду зеленої зони. Найбільші нарікання викликала робота із заміни покриття пішохідних доріжок. Проєктом не було передбачено прокладання нових доріжок на не облаштовану територію парку, за словами активістів, робітники просто замінили всю плитку в центральній частині парку та в оточенні головного входу. У ході реконструкції несумлінними співробітниками під виглядом сухостою було спилено багато дерев. «Зеленбуд» спільно з "Трівіжн" провів комісію, протоколом якої зафіксував усі недоробки. Потім почалися вже кримінальні справи — щодо змови керівництва «Зеленбуду» та фірми-підрядника, пов'язані із завищенням вартості робіт та прийняттям актів щодо недороблених робіт. Невдовзі, після чергової зміни директора комунального підприємства, це підприємство самостійно розпочало судитись з підрядником ремонту про повернення виплачених коштів. Наприкінці жовтня суд виніс вердикт у цій справі — претензії «Зеленбуду» частково задоволені, "Трівіжн" має повернути замовнику 17 млн грн із раніше отриманих за роботи.
Наприкінці січня 2020 року Київська прокуратура скерувала обвинувальний акт до суду. Згідно з висновками слідства, заступник гендиректора «Київзеленбуду» у змові з підрядною організацією вніс в офіційні документи неправдиву інформацію про обсяги виконаних робіт, завдавши збитків у 14 млн грн.
Наприкінці лютого того ж року, стало відомо що ремонтні роботи з оновлення парку, які припинили через кримінальні справи за розтрату на об'єкті, відновлять. Вже 25 лютого завершаться перші тендерні торги щодо робіт у парку — будівництва фонтана, яке коштуватиме близько 800 тисяч гривень. Відновлення ремонтних робіт у парку стало можливим після того, як завершилося досудове розслідування за фактами розтрати бюджетних грошей на реконструкції парку. Під час слідства об'єкти, на яких вели ремонтні роботи, були речовими доказами. Загалом впродовж 2020 року планується: прокладання доріжок з ФЕМ-плиткою, асфальтової дороги, облаштування громадського туалету, встановлення дитячого майданчика, встановлення лавок і урн, обшивка бювету та перша черга поливально-зрошувальної системи.
У серпні 2020 року «Київзеленбуд» повідомив про завершення реконструкції. На площі приблизно вісім гектарів облаштовано майже 10400 м2 доріжок з ФЕМ-покриттям, встановлено по 114 паркових лав та урн для сміття, відремонтовано вбиральню і бюветний комплекс. За весь час робіт побудували дитячий майданчик з гумовим покриттям і оглядовий майданчик з дерев'яним покриттям загальною площею 285,6 м2 для прогулянок біля водойм. Біля входу в парк висадили дерева і оновили асфальтне покриття площею в дві тисячі квадратних метрів для паркування. Новий світловий пішохідний фонтан є одним з елементів входу до парку. П'ять арок заввишки від 6 до 7,7 метрів створюють водоспад, а між струменями води, що підіймаються знизу, можна пройтися. Для створення водного малюнка було встановлено 464 форсунки. У вечірній час фонтан підсвічується за допомогою LED-світильників, які відтворюють 16,7 млн відтінків. Навколо вхідної групи було висаджено 97 дерев, серед яких клен Фрімана «Armstrong», береза корисна «Doorendos», давидія обгорткова, магнолія «Blue Opal», сакура, вишня кущова «Umbraculifera», слива розчепірена, ліквідамбар смолоносний. Для влаштування квітників було використано багаторічні квіти, у тому числі, злакових порід. Для озеленення території було висаджено майже 700 кущів та майже 100, як хвойних, так і листяних дерев. Також було влаштовано 5 га газону.
Роботи комунальників з реконструкції викликали зміни екологічних умов життя дерев, до яких вони звикли за багато років, переконані кияни. Йдеться про планомірне всихання великої кількості дерев у реконструйованій частині парку. Під час проведення робіт з розширення доріжок в межах “кореневої плити” дерев відбулося пошкодження коріння під час зняття верхнього шару ґрунту і завезення чорнозему з наступним влаштуванням газону. Підрядники розширили доріжки вдвічі, і зробили це так грубо та непрофесійно, що суттєво пошкодили кореневу систему дерев. Коріння просто грубо обрубували, а потім викорчовували. В результаті частина дерев загинула, уздовж доріжок залишилися пеньки. Там, де газон, за півтора року засохло понад 50 сторічних сосен. Пошкодження коренів і призвело до того, що дерева стали сухими та аварійно-небезпечними. Дорослі дерева, що ростуть у парку, мають розвинену кореневу систему та звикли до певного киснево-водно-живильного балансу. Газонна трава, яку було закладено впритул до стовбурів дерев, порушила цей баланс, чим послабла стан дерева. Такі послаблені дерева стають здобиччю для короїдів. У результаті лише за офіційними даними з початку 2019 року в парку в рамках санітарного чищення було спиляно 141 дерево, в основному — сосни. На початку жовтня 2020 року місцеві жителі також звернули увагу журналістів на земельну ділянку парку, де засохла 21 сосна, кореневі системи яких опинилися під бетонним покриттям ділянки, де веде господарську діяльність кафе Forest — там майже відсутні здорові дерева. Порушення правила господарювання у природній зоні підтвердили і результати нещодавньої перевірки парку Екоінспекцією Києва.
7 жовтня 2020 року відбулася спільна робоча нарада заступника голови Київської міськдержадміністрації Петра Пантелеєва, голови Дарницької райдержадміністрації Ярослава Лагути та громадських активістів щодо подальшого розвитку та впорядкування території парку «Партизанська слава». Активісти озвучили проблеми парку та розповіли про своє бачення розвитку його території на найближчий час. Під час огляду території були виявлені кілька недоліків, на яких планують зосередити увагу. Це зламані боларди, порушення правил благоустрою прибережної зони, робота громадських вбиралень, реконструкція спортивних об’єктів, функціонування закладів громадського харчування тощо.
У жовтні 2020 року розпочалися роботи з капітального ремонту стадіону з облаштуванням легкоатлетичних доріжок та спортивних майданчиків на вулиці Тростянецькій. У рамках II  черги капітального ремонту стадіону передбачено облаштування доріжок по колу та по прямій; секторів для стрибків з жердиною, у висоту, у довжину та для штовхання ядра; завершення робіт на мініфутбольному полі, ремонт трибун та роздягалень.
На початку квітня 2021 року стало відомо про плани капітального ремонту та «Стежки здоров'я». Після численних звернень місцевих жителів і депутатів столична влада виділила фінансування на ремонт «Стежки здоров'я». Тендер "Облаштування Стежки здоров'я в північно-західній частині парку Партизанської слави в Дарницькому районі" вартістю 10,15 млн гривень виграв ТОВ "СК Строй Альянс". 1 вересня 2021 року було укладено відповідний договір. Станом на початок жовтня на об'єкті постійно відсутні працівники. Комунальники розбили "Стежку здоров'я" і припинили роботи. На думку місцеві жителів — підрядник свідомо затягує терміни проведення робіт та імітує ним проведення капітального ремонту для можливого нецільового використання бюджетних коштів. До кінця 2021 року представники підрядної організації ТОВ «БК БУД Альянс» мали облаштувати покриття доріжки з піщано-гравійної суміші. Насипавши на крупну фракцію щебеню відсів, фракцією 0 — 5 мм, замінено старі дерев'яні лавки та урни, які розташовані ближче до стадіону, на нові. В місцях встановлення лав будуть створені спеціальні кишені з піщано-гравійної суміші та встановлять нові бордюри. Триває лише підготовка майданчиків для встановлення спортивних тренажерів, роботи з освітлення «Стежки здоров'я» та встановлення спортивних майданчиків будуть виконані в наступну чергу капремонту.

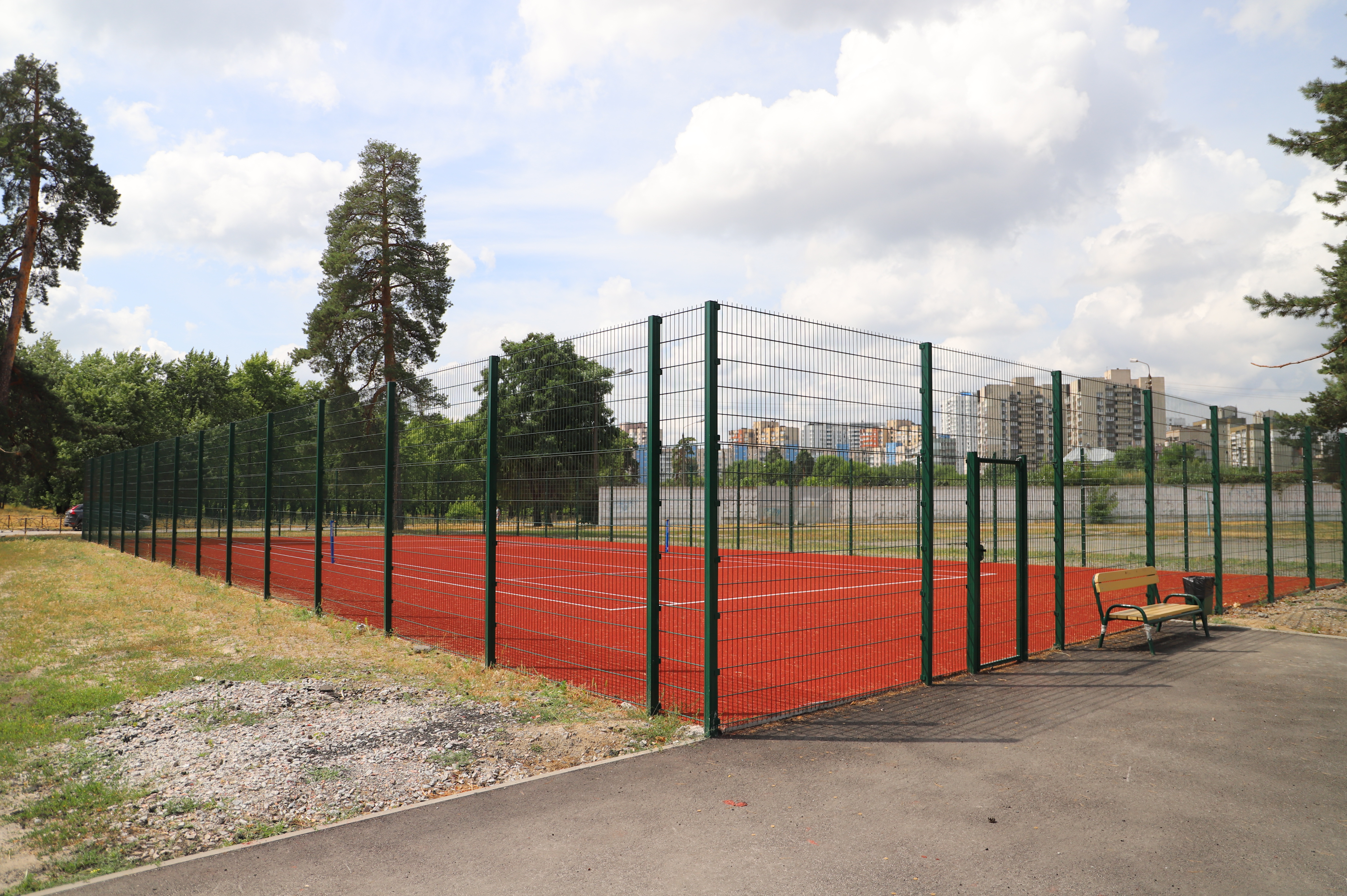
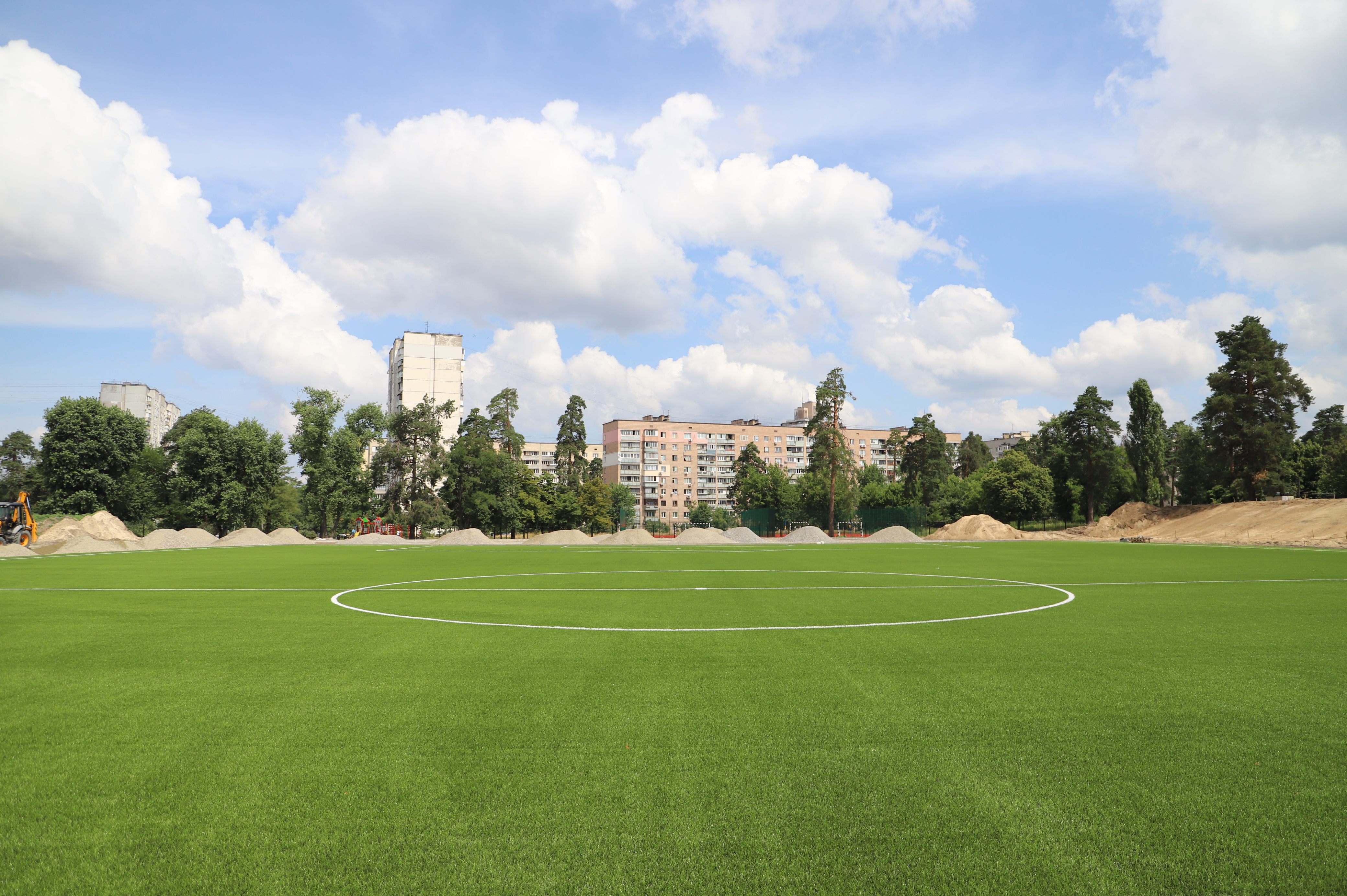
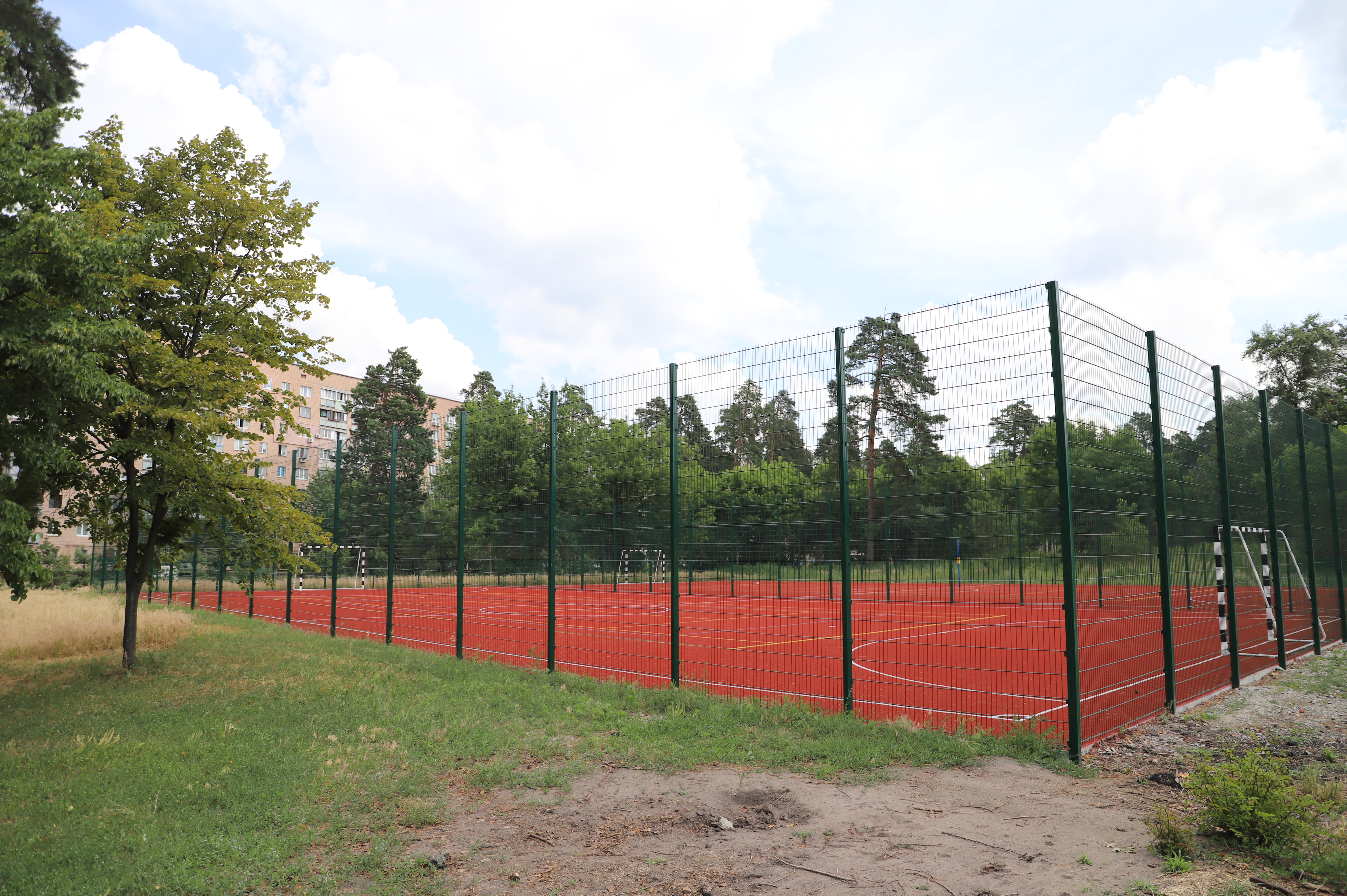

28 вересня 2022 року представники громадськості та профільних структурних підрозділів разом із генеральним директором КО «Київзеленбуд» було проведено нараду щодо оновлення мережі освітлення вздовж «Стежки здоров'я» до кінця року.
26 січня Дарницька районна державна адміністрація оприлюднила фото інспекції завершення проведених робіт з оновлення освітлювальної мережі «Стежки здоров'я» та прилеглих спортивних майданчиків. Мешканців району обурило те що освітлення працювало лише в день інспекції.

#### Благодійність
У жовтні 2010 року працівники Київського метрополітену облагороджували парк. 9 жовтня 103 працівниками електродепо "Дарниця", "Оболонь", "Харківське", "Служби руху" та "Служби колії, тунельних споруд і будівель" було підметено алеї, очищено та вивезено сміття з газонів парку, зібрано та вивезено листя біля озер на території площею 3,5 га, викопано 102 ями для висадження кущів і дерев.

## Галерея

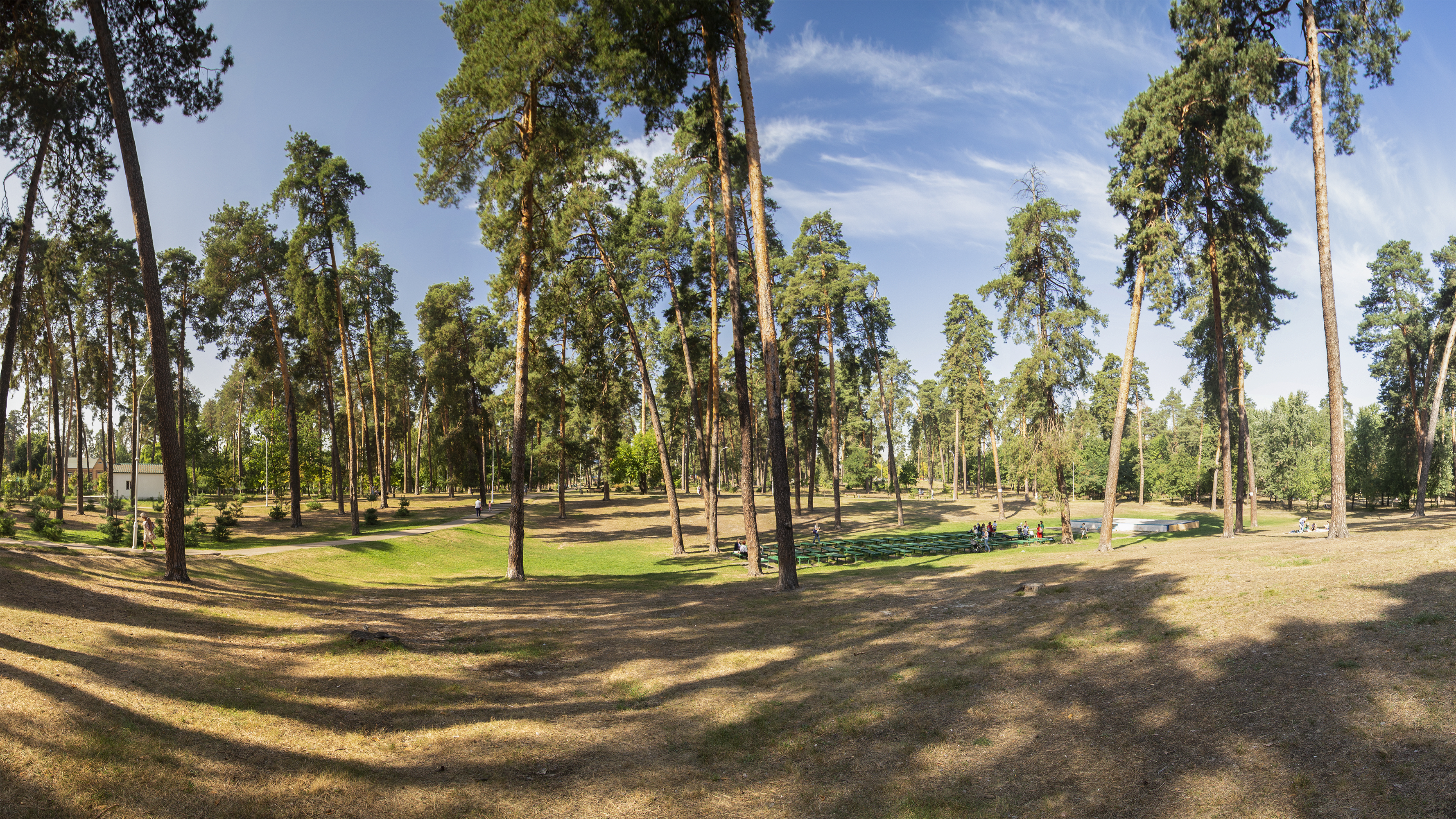
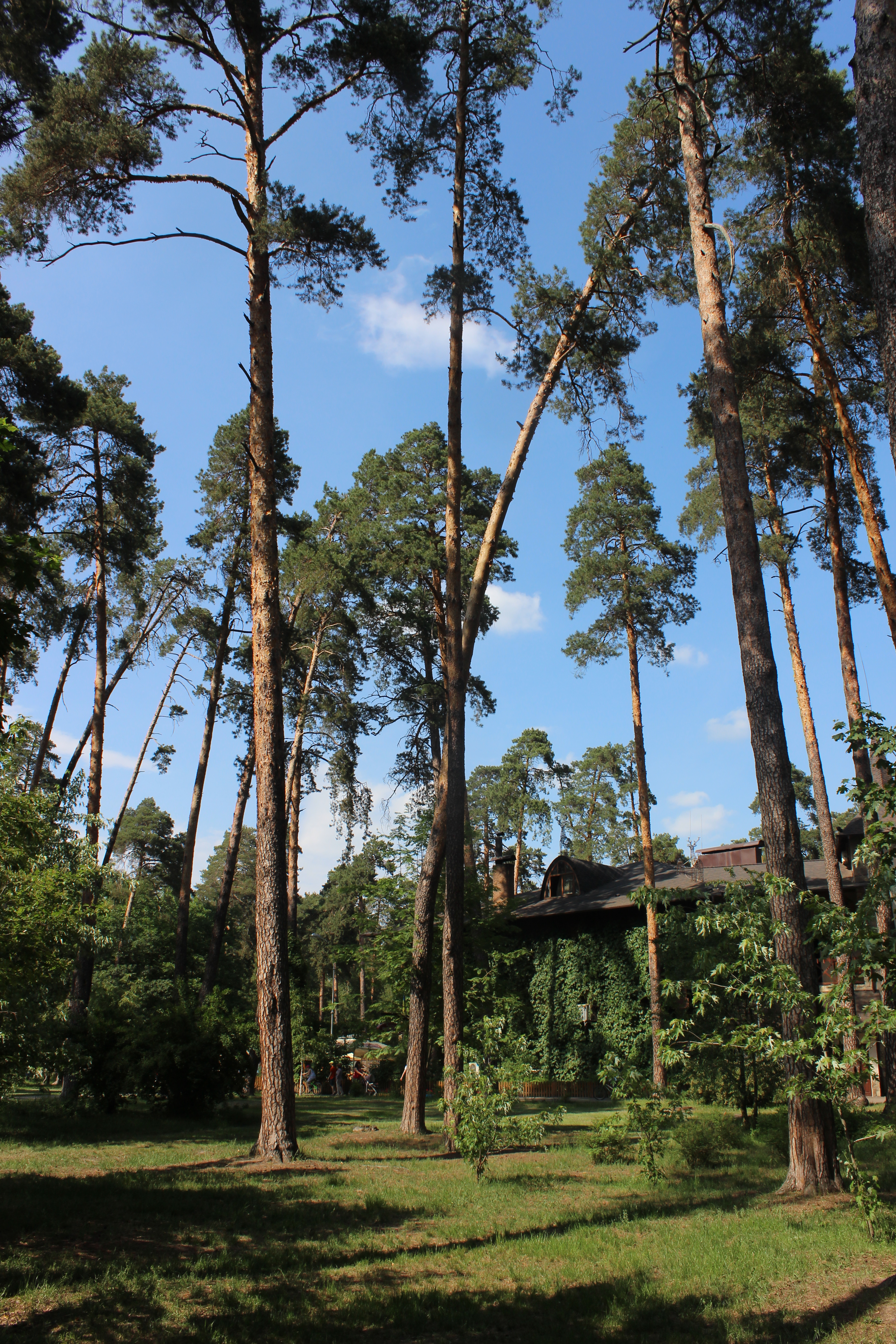
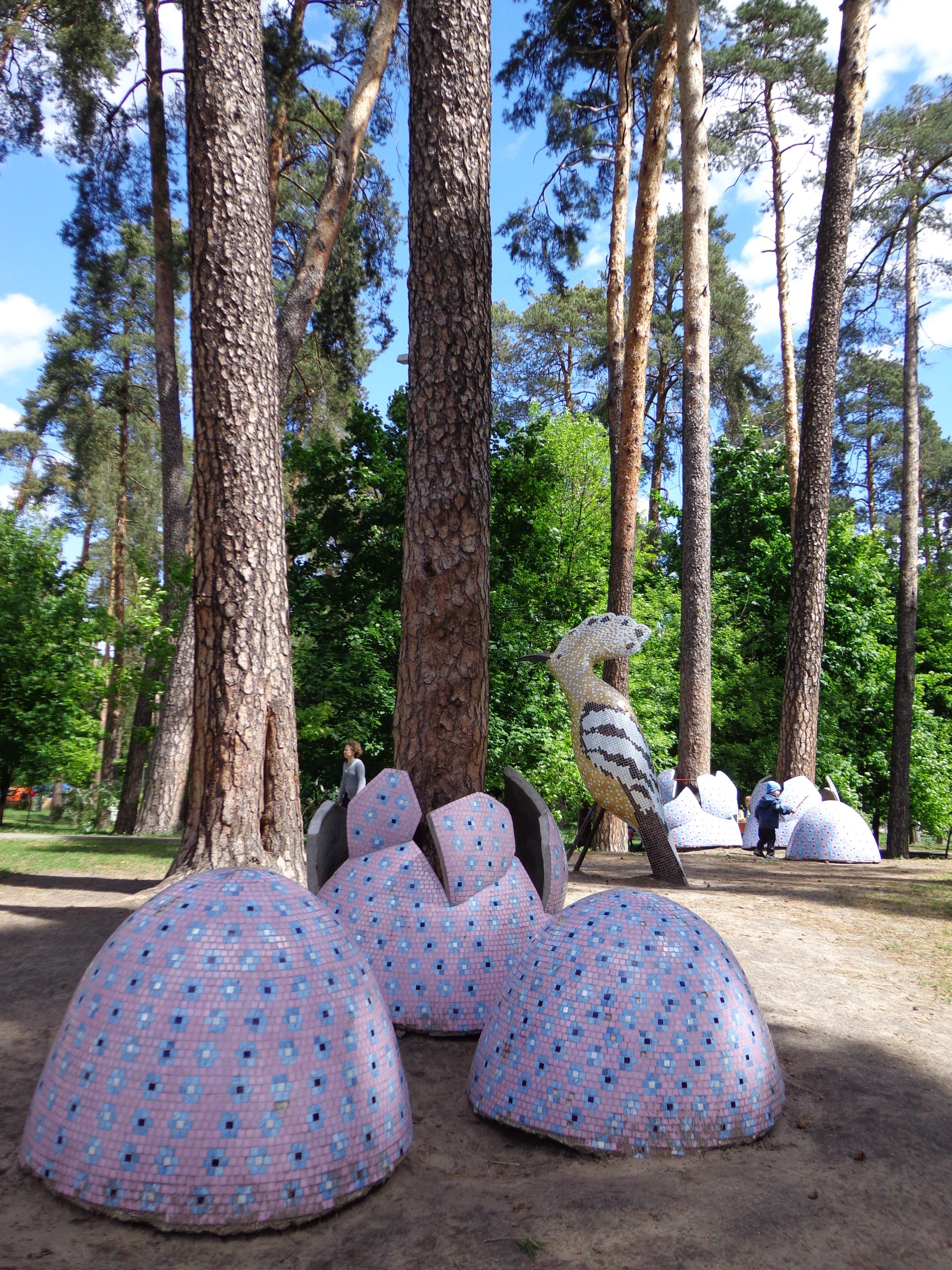
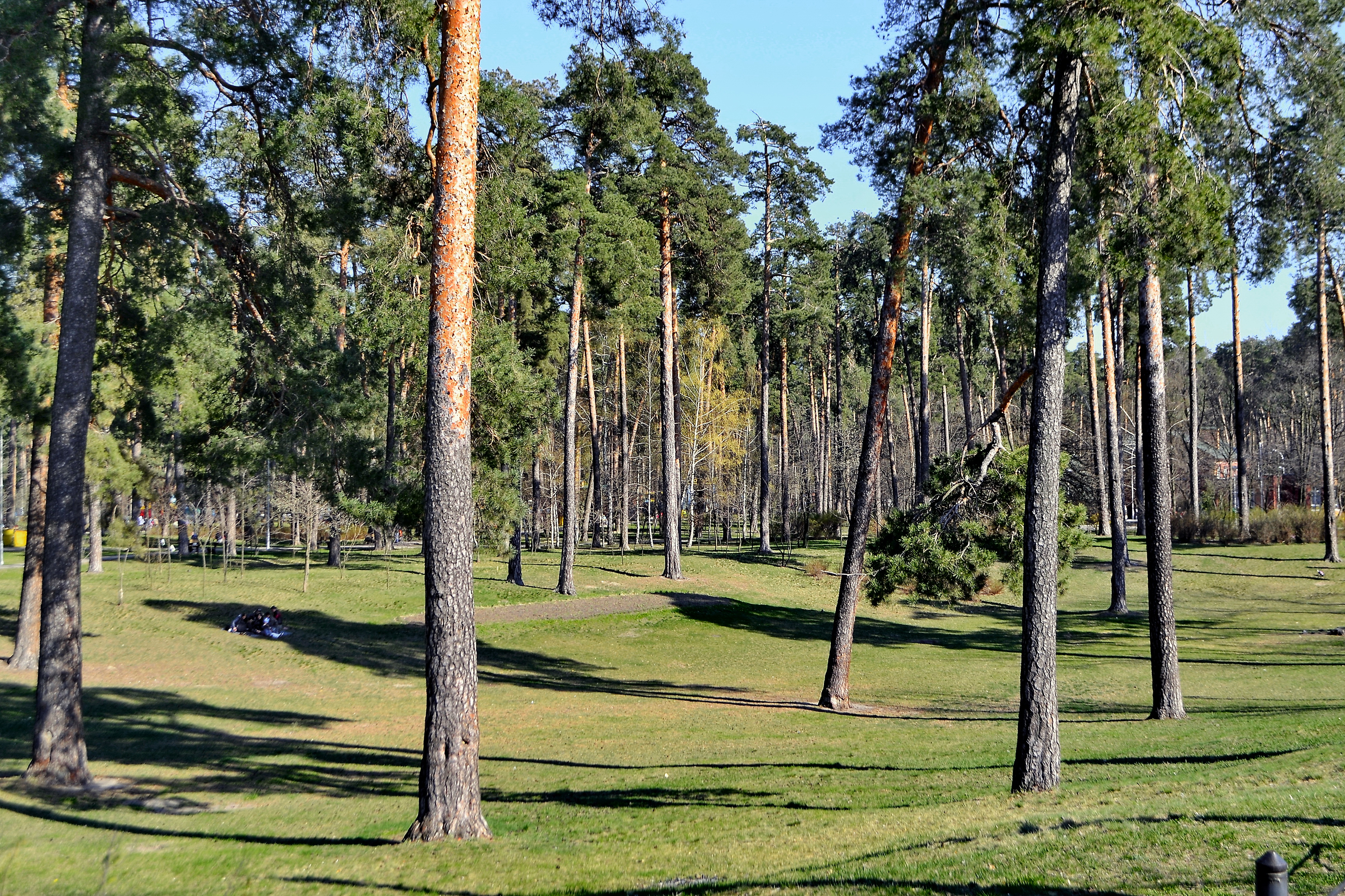
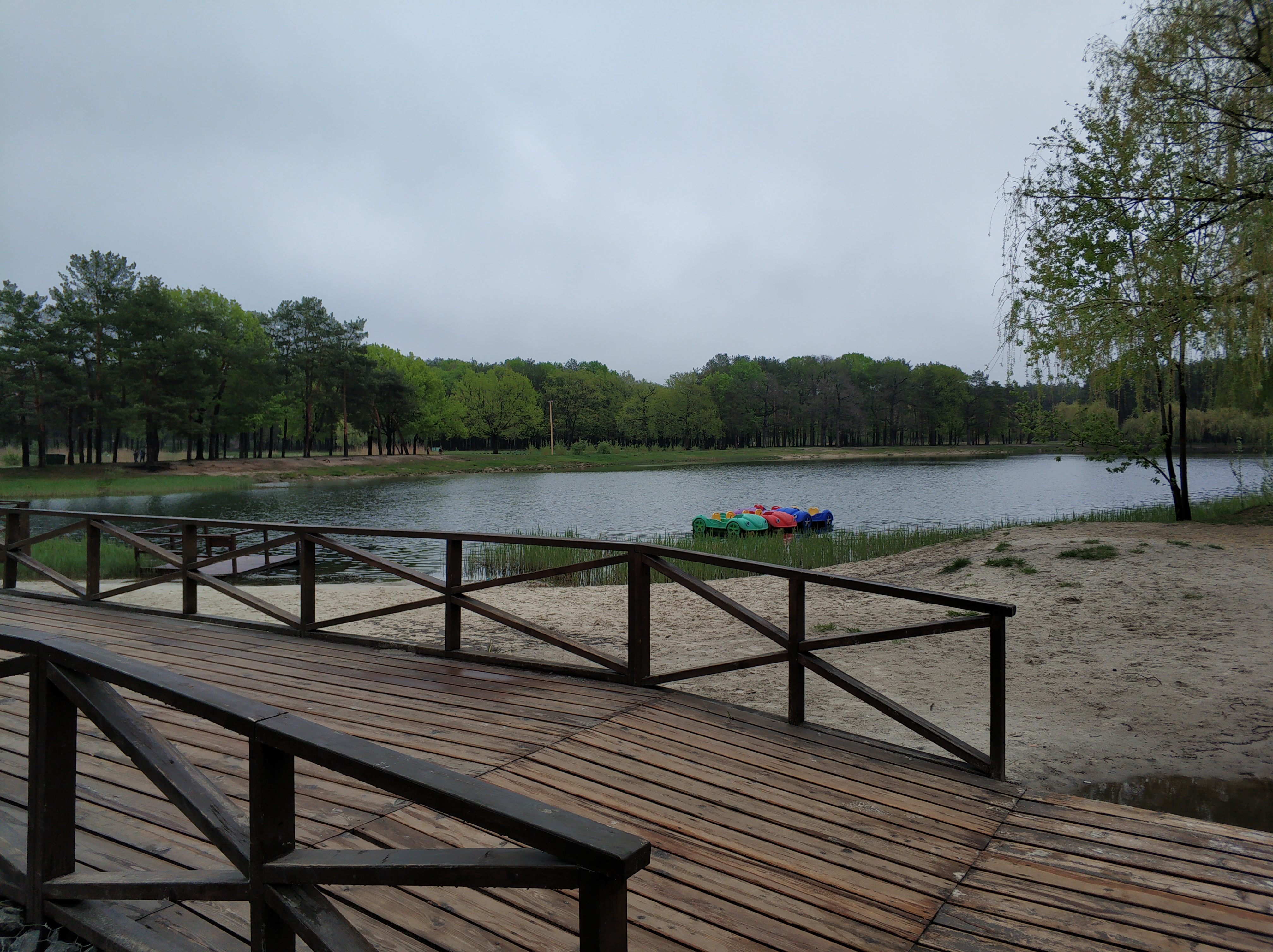
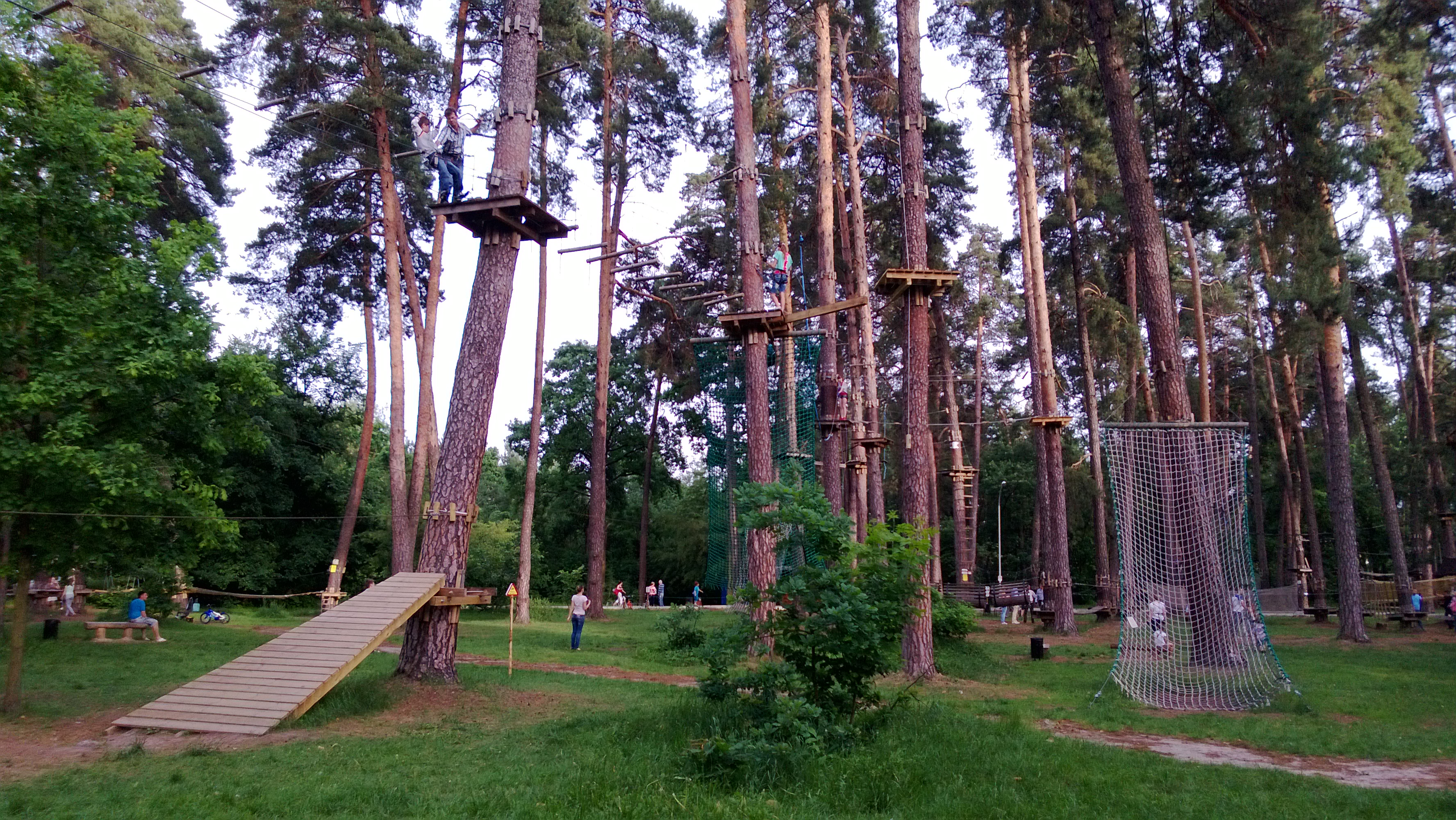
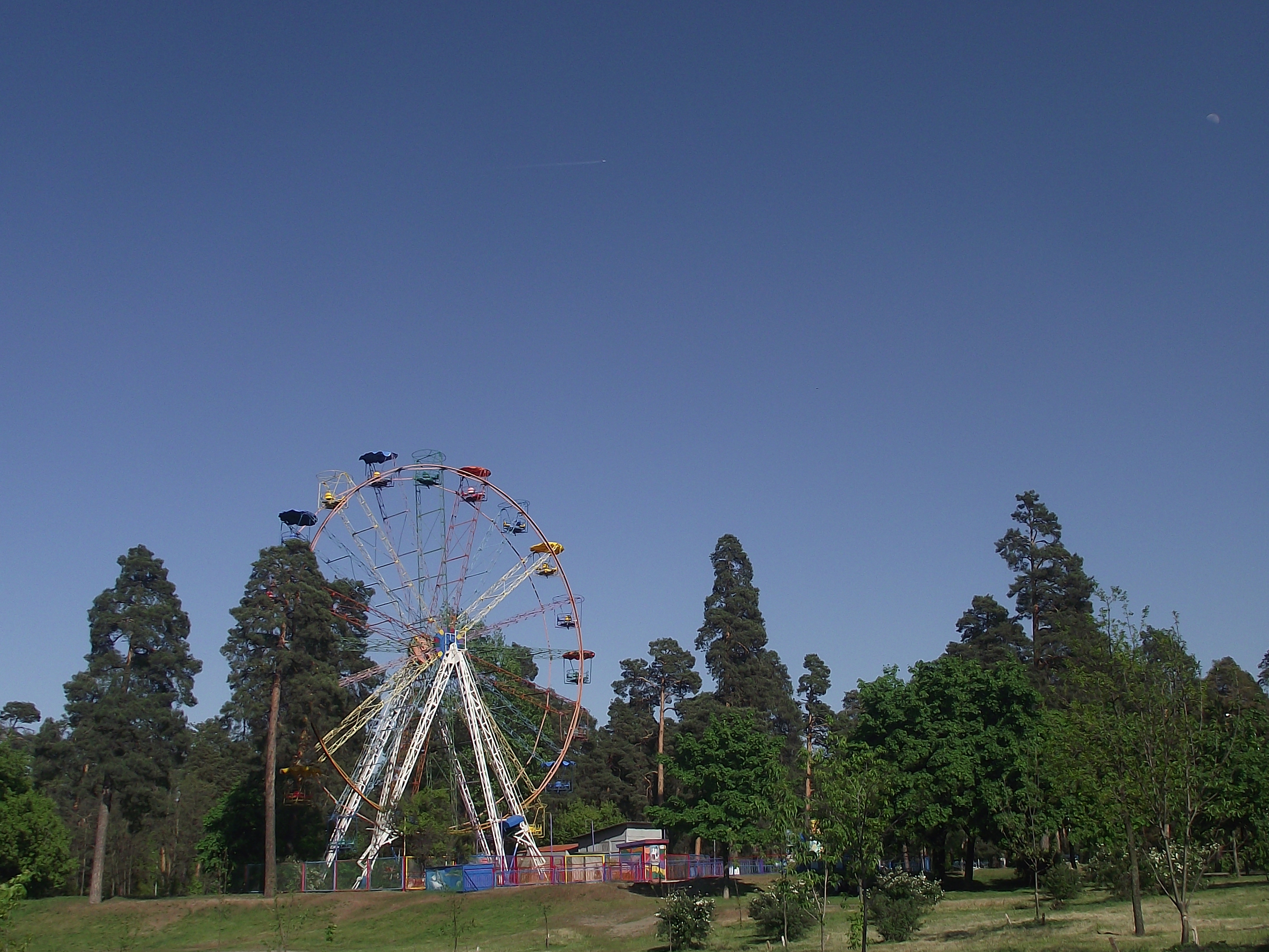
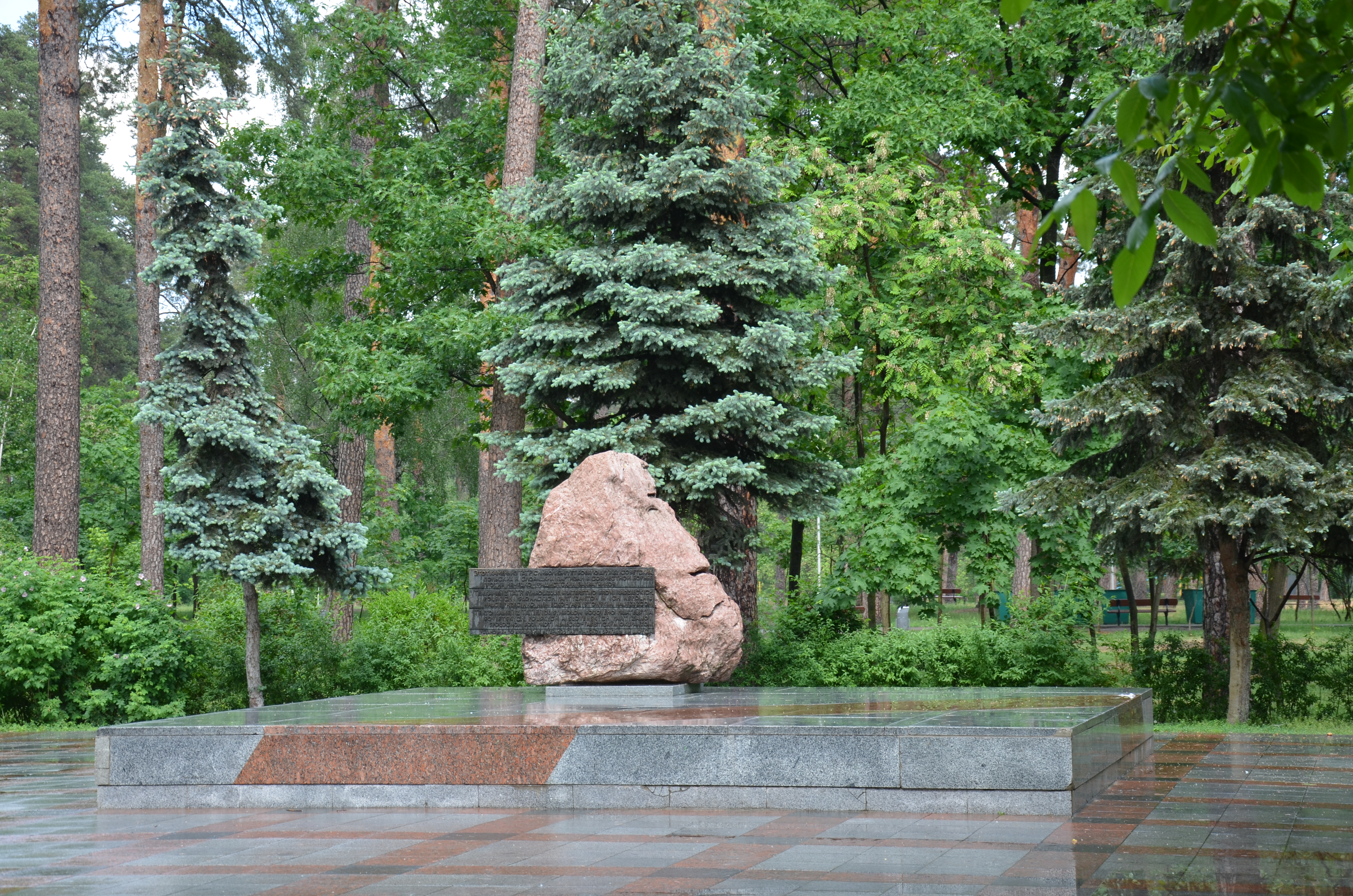
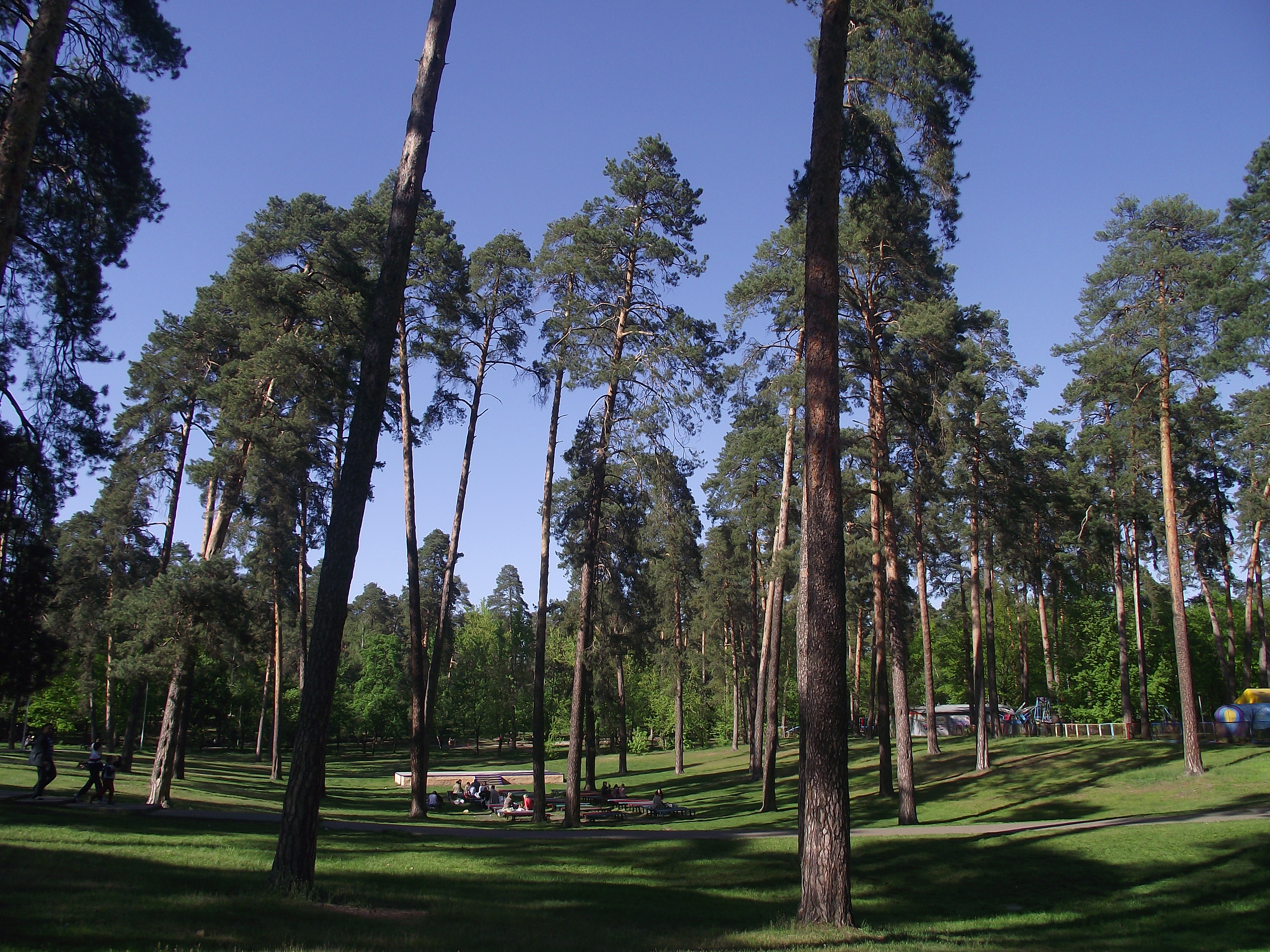
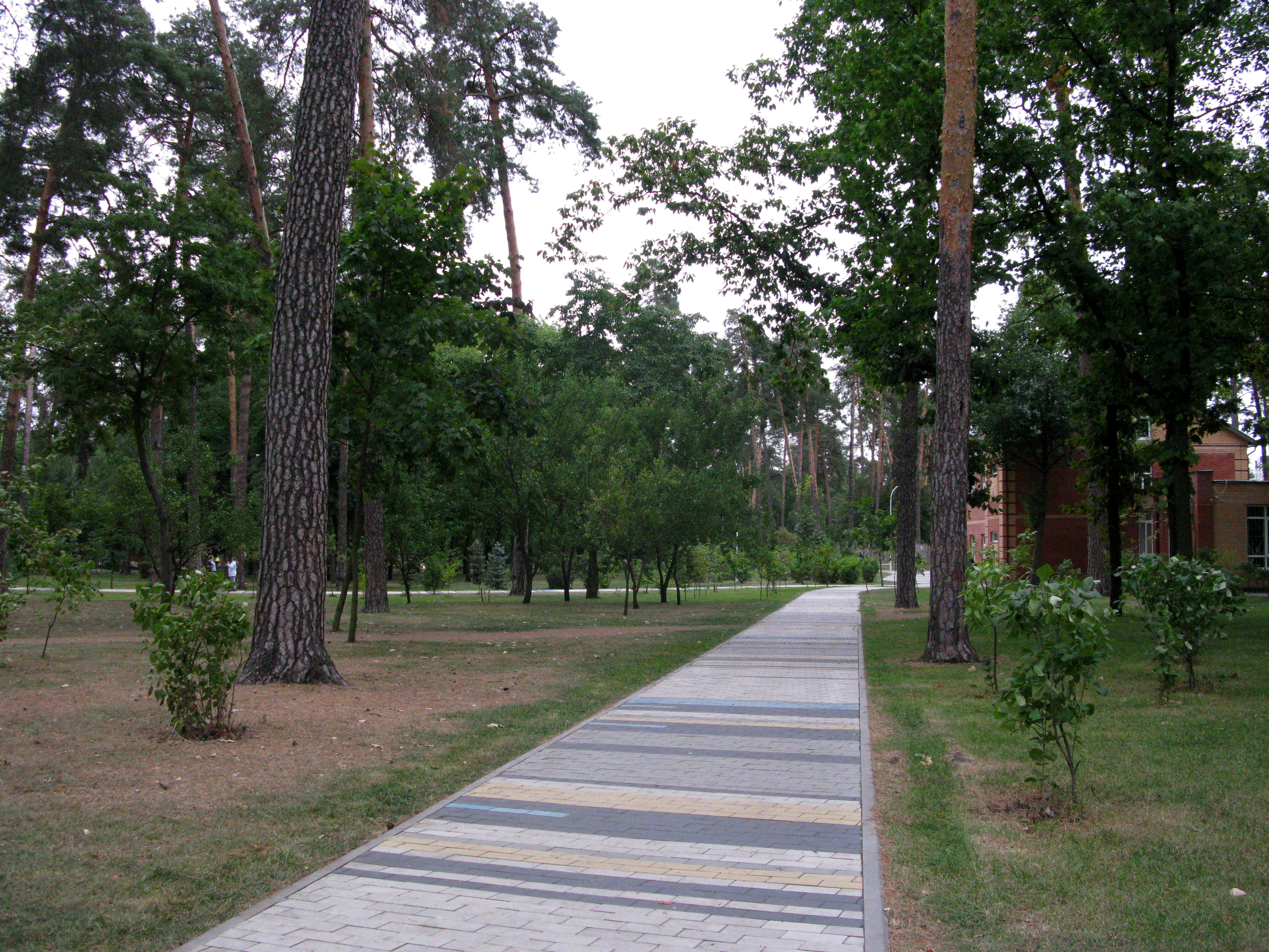